# Історія Таллінна
У даній статті розглянуто історію міста Таллінн, столиці Естонії.

## Назви міста
У 1154 році придворний Сицилійського королівства Рожера II, араб Аль-Ідрісі наніс на карту світу місто під назвою qlwry або flwry, яке також читалося як Kaleweny та яке вважається саме Таллінном.
У Хроніці Лівонії, завершеній у 1227 році, використовується назва «Лінданісе» (Lindanise), яка могла означати данську (-danise) фортецю (lin-) або походити від старошведської мови, де linda означало пару, а näs — мис. Із цією назвою може бути спорідненою естонськомовна назва міста «Таллінн» (Tallinna; Talyna, вперше згадана у 1536 році).
Назва Таллінна «Ревель» (Reval), що походить із нижньонімецької мови, ймовірно, утворилась від назви історичної області Ревала. Давні естонці, що прибули через Фінську затоку до Турку та Південно-Західної Фінляндії, могли принести із собою назву Кесоніемі (Kesoniemi), яка використовувалася до завоювання. Іншими давніми формам назви міста є російські Ревель (Rewel) та Колывань (Kolywan), а також данська Lyndanisse та шведська Lindanäs.
Назва міста «Таллінн» (ест. Tallinn) увійшла до вжитку після здобуття Естонією незалежності у 1918 році (до 1935 року у міжнародному вжитку та в німецькій мові було дозволено використовувати назву «Ревель»).

## Перше поселення
У 2009 році в ході археологічних розкопок, що проходили на площі Свободи в Таллінні, було знайдено сліди невеликого риболовецького поселення кам'яної доби, вік якого за оцінками становив 4500–5500 років. Вік знайдених на місці розкопок об'єктів ямково-гребінцевої кераміки становить приблизно 3000 р. до н. е., а об'єктів шнурової кераміки — близько 2500 р. до н. е.

## Раннє середньовіччя

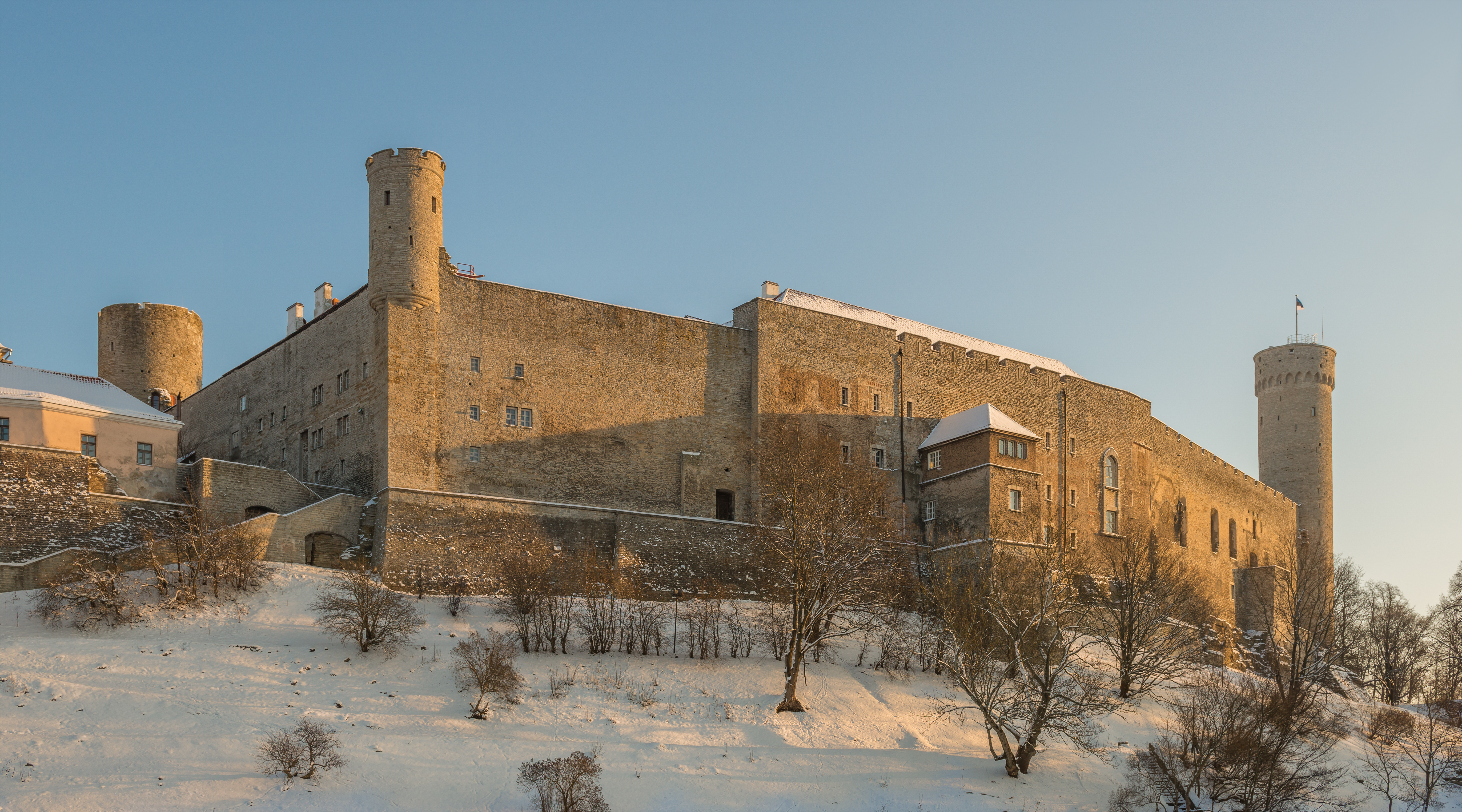
Замок Тоомпеа

Низка дослідників вважають, що у час перед завоюванням Естонії на місці Таллінна були давня фортеця і порт, а також пов'язана із ними торгова площа, житло купців, гостині двори російських і скандинавських купців та церкви. Археологічних знахідок, які б достеменно це підтверджували, знайдено не було, і також письмові джерела нічого не згадують про цю фортецю. Найстаріші знахідки датуються закіченням давніх часів і початком середньовіччя; точно визначити іх приналежність до однієї чи іншої історичної доби повністю неможливо.
Також у 2022 році біля Пярнуського шосе у районі Тинісмяе у ході розкопок було знайдено зброю часів вікінгів, що стало першою знахідкою цього часу в місті.

## Данське правління

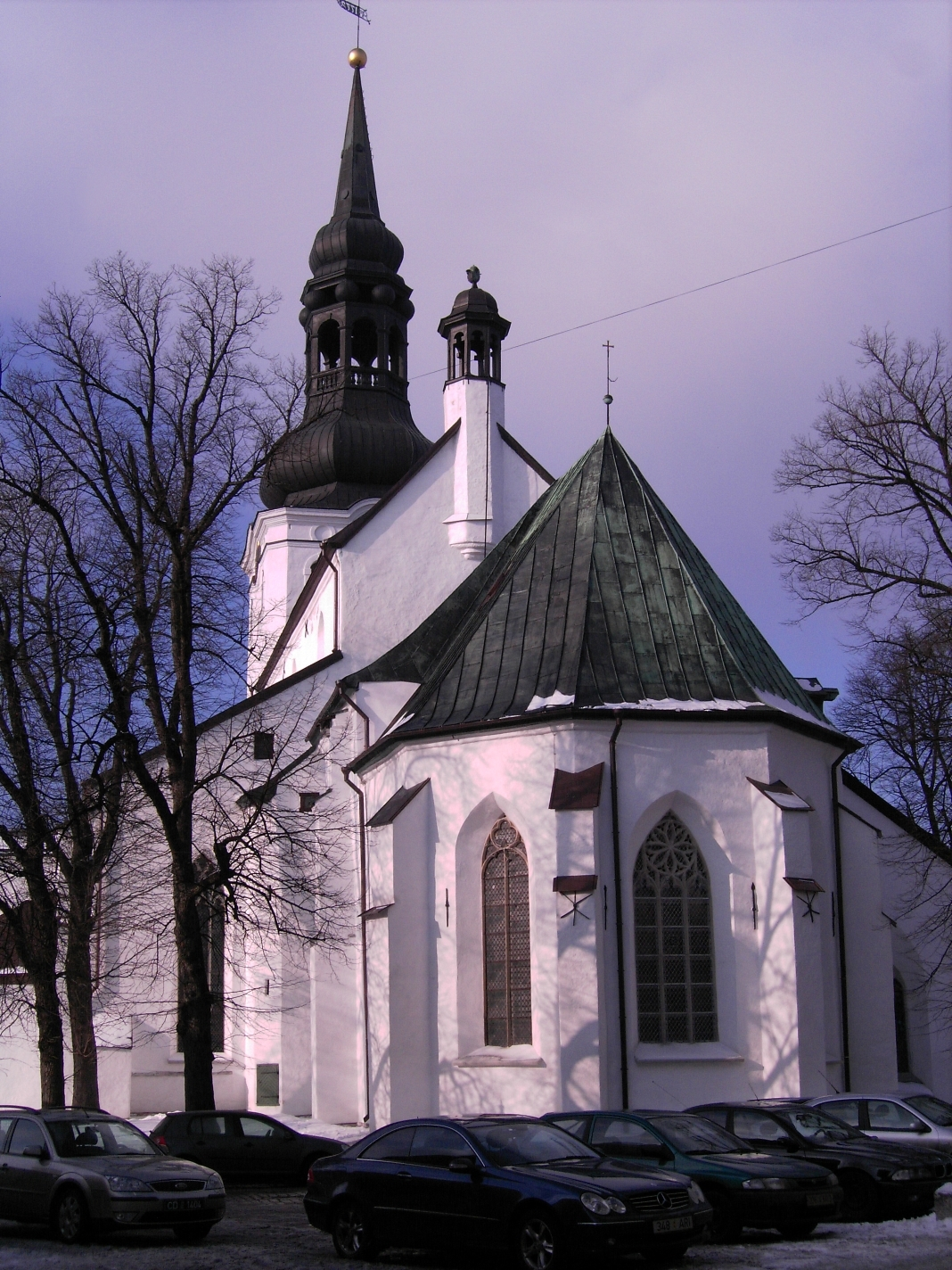
Домський собор Таллінна

У 1219 році, в ході проголошених Папою Римським Північних хрестових походів Таллінн був захоплений військами данського короля Вальдемара ІІ, які спорудили укріплення на пагорбі Тоомпеа, а також побудували першу дерев'яну церкву ордену домініканців.

### Боротьба із Орденом мечоносців
У 1223 році король Вальдемар ІІ потрапив у полон до шверинського графа Генріка і для свого звільнення був змушений у 1225 році віддати усі свої чужоземні володіння, окрім острова Рюген та північних естонських земель. У тому самому році Орден мечоносців почав військову діяльність проти володінь данського короля, у ході якої до 1227 року було захоплено всі данські володіння на території Естонії.
Для вирішення суперечок між завойовниками був відправлений легат Папи Римського Балдуїн Альнський, який хотів підкорити Тоомпеа Папі, що стало причиною кривавої битви у 1223 році між братами ордену та данськими васалами, які підтримували легата, у ході якої данські васали були вбиті. Після битви з Естонії втік і Балдуїн Альнський. Мир між Орденом Мечоносців та данським королем було відновлено лише після укладення Вордингборзького мирного договору у 1238 році, під яким також підписалися троє домінікаців і в результаті якого відновилася влада данського короля у Таллінні та північній Естонії. У тому ж році було вперше згадане місто та його населення (civitas Revaliensis).
У 1227—1238 роках Орден Мечоносців збудував кам'яну фортецю на південно-західному схилі пагорба Тоомпеа. Поруч було споруджено кам'яну церкву, яка з 1240 року носить назву Домський собор Діви Марії (Domus Mariana) і яку король Вальдемар ІІ зробив головною церквою тодішнього Талліннського єпископства. Навколо підніжжя Тоомпеа було споруджено місто, яке 15 травня 1248 року отримало Любецьке право і як член Ганзейського союзу наприкінці доби Середньовіччя перетворилося на один із найважливіших пунктів східної торгівлі на берегах Балтійського моря.

### Кінець данського правління
У 1343 році після повстання Юрієвої ночі, яке придушив Лівонський орден, він заволодів усіма найважливішими данськими фортецями Естонії — Таллінном та Раквере у тому ж році та Нарвою у 1345 році. Данський король Вальдемар IV 29 серпня 1346 року продав свої володіння в Естонії (землі Гар'ю та Віронія разом із фортецями Таллінн, Раквере та Нарва) магістру Тевтонського ордену Ґосвіну фон Геріке майже за 4 тонни срібла (19 000 кельнських марок), а Тевтонський орден у 1347 році передав їх під заставу Лівонському ордену.

## Ганза

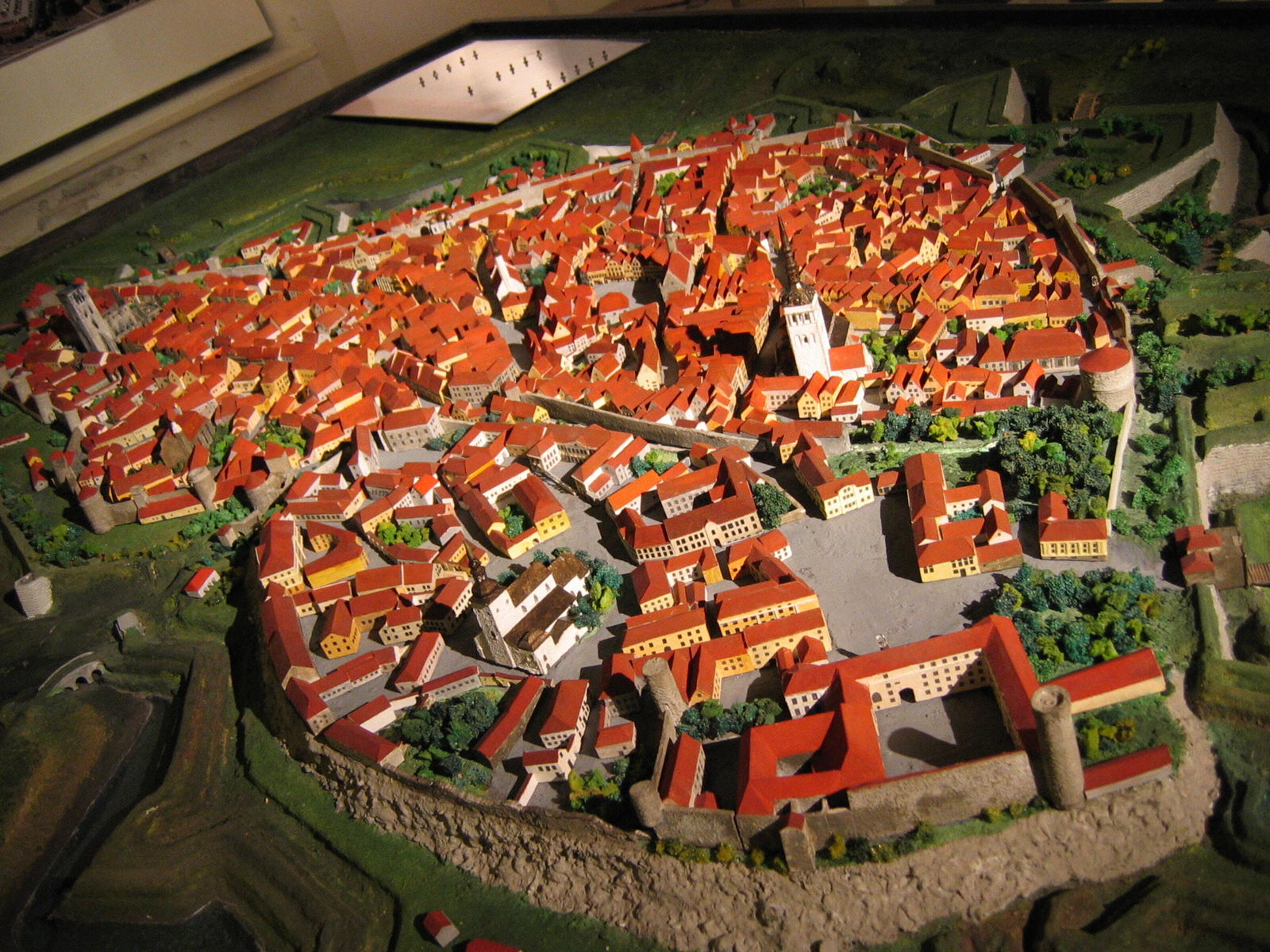
Модель старого міста Таллінна

У ХІІІ столітті Таллінн приєднався до об'єднання німецьких торгових міста та Ганзейського союзу — союзу міст уздовж Балтійського узбережжя, які займалися морською торгівлею. Для захисту власних спільних інтересів балтійські міста у межах Ганзи утворили власний союз, органом влади якого став т. зв. день міст, у якому брали участь представники Таллінна, Тарту і Риги, а невдовзі також і представники Пярну, Нарви та Вільянді. Рішення днів міст не були обов'язковими, а створювалися на підставі домовленостей. Насправді ці рішення ставали дуже важливими і менші міста мали підкорятися більшим.
Свої межі того, що зараз відоме як старе місто, Таллінн отримав у середині XIV століття. У 1355 році нижнє місто Таллінна остаточно було оточено муром, який врешті-решт став кордоном самого міста. Найранніші дані про поділ міста на квартали датовані 1415 роком; квартали були призначені передусім для оборони міста, а також для кращої організації пожежної охорони та громадського порядку.
Для спорудження стін середньовічних будівель Таллінна (якщо це було можливо) перевага надавалась каменю, а дахи покривалися черепицею. Щільна забудова спричинила і видовжену форму фасадів будинків: головий фасад будинку був спрямований у бік головної вулиці, у той час як прибудови були спрямовані у бік провулків та побічних вулиць.

### Торгівельна діяльність у місті

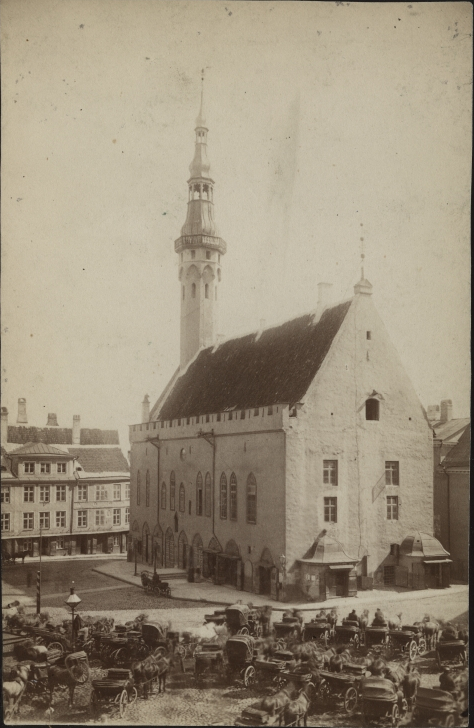
Талліннська ратуша у 1885—1890 рр.

Розвиток торгівлі у Таллінні базувався на привілеях, отриманих містом у ХІІІ столітті. У 1265 році Талінн отримав монетну регалію, а у 1346 році —право складу, що означало те, що товари через порт Таллінна не можна було перевозити без участі місцевих купців. Таким чином місто отримало значну частину транзитної торгівлі між Західною Європою та Новгородом. Після зруйнування данцями міста Вісбю у 1361 році роль Таллінна у торгівлі та політиці східної частини Балтії зросла ще більше. Талліннські купці та мореплавці спілкувалися середньонижньонімецькою мовою зі своїми партнерами як у Ризі, Вісбю, Ростоці, Любеку, Брюгге, Бергені, так і у Лондоні. Наприкінці XIV століття міські вулиці вимостили бруківкою, було споруджено каналізаційні та водовідні системи, а також було заборонено спорудження дерев'яних будівель з міркувань протипожежної безпеки. Середньовіччя у період з початку XV століття до середини XVI століття можна вважати золотим віком розвитку Таллінна, адже у цей час він став провідним містом східної торгівлі у Ганзі.
Серед товарів, які імпортувалися до Таллінна, передусім була сіль (з Іспанії, Франції та Португалії), яка потім продавалася до Новгорода та Фінляндії, а також спеції, вино, фрукти, тканини тощо. У 1426–1496 роках до Таллінна прибули 1700 торговельних суден із 1216 вантажами солі. У транзиті між сходом та заходом Таллінн був перевалочним пунктом, куди спочатку привозили сіль і де потім її зважували та розподіляли по мішках. Далі з Таллінна сіль перевозили до внутрішніх території Естонії та в Росію, частково також до Фінляндії та Швеції.
Другим важливим товаром в імпорті були тканини, передусім сукно. Важливе місце у торгівлі у XIV столітті посідав засолений оселедець; рибу привозили передусім зі Сконе або з Ольборга, Борнгольма та Ольденбурга у Північній Ютландії. Зі Швеції до Естонії привозили залізо, а з Англії — олово.

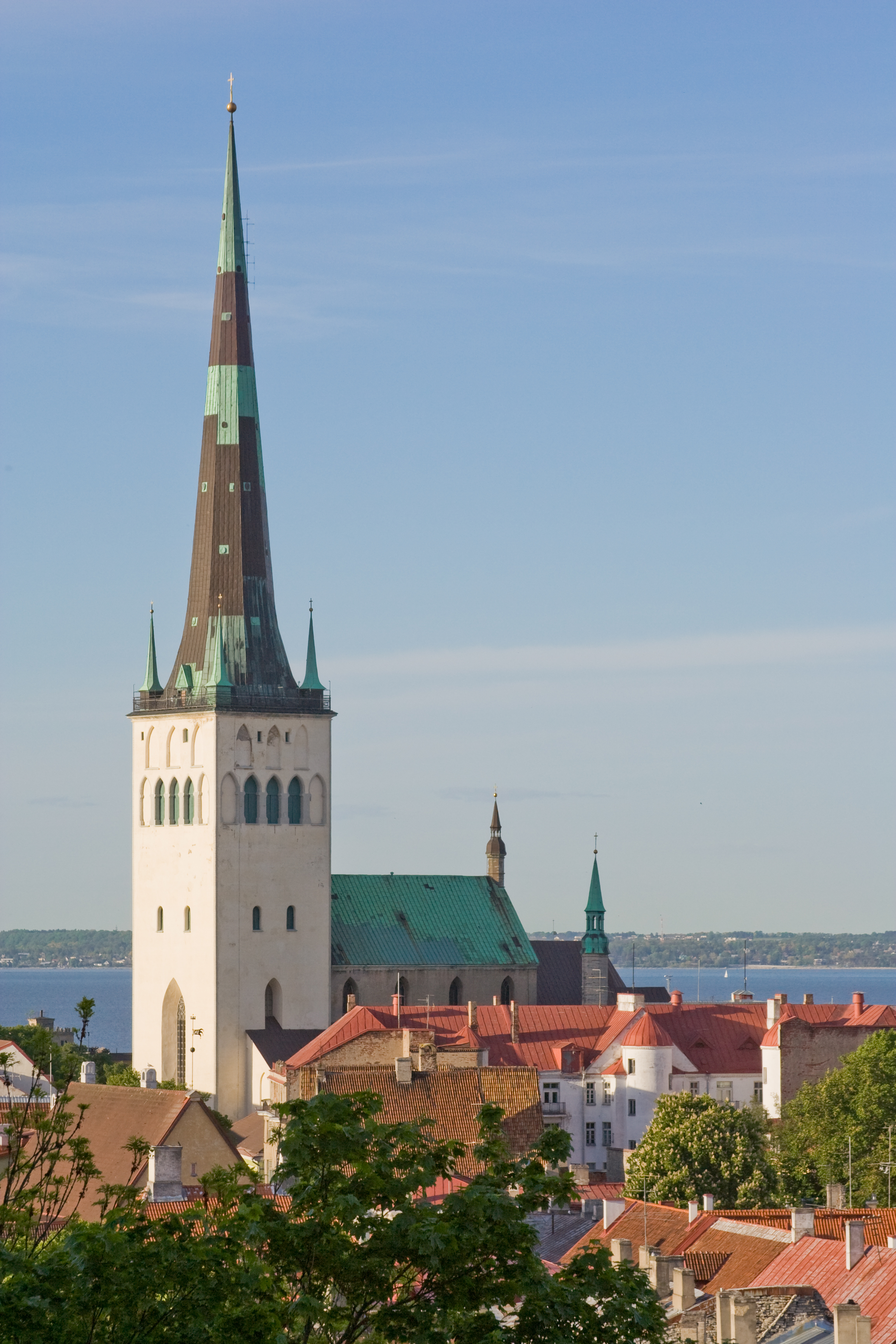
Церква святого Олафа

Найважливішим товаром для експорту було зерно, яке складало приблизно третину від усіх експортованих товарів. У XIV столітті зерно у великих об'ємах доставляли до Фландрії, а у XVI столітті більша частина зерна направлялася до Нідерландів, проте воно доставлялося і до Лісабона, і до Росії. Із промислових товарів з Таллінна також експортувалися льон та конопля: льон продавали здебільшого до Любеку, а коноплю — до Нідерландів. З Росії через Таллінн до західної Європи продавали суднобудівельні матеріали, ведмежі шкури та інші мисливські трофеї, зокрема шкури інших пушних тварин. Віску для потреб церкви в достатніх обсягах у країнах Балтії не були, тому його як бартер завозили з Росії. У XIV—XV столітті російські товари, що вивозилися з Новгорода, походили із фіно-угорських територій: наприклад, шкури тварин добувалися на півночі Росії і закупалися новгородцями із території, що перебували під їх контролем. Основними районами, де вироблялися мед та віск, також були фіно-угорські території, зокрема бджіл утримували марійці (черемиси), які проживали біля середньої частини Волги, та карели. Окрім воску як паливо також використовували тваринний жир і ворвань, більшу частину яких також отримували з Росії; окрім цього, ворвань у великих кількостях поставляли із Таллінна до західної Європи. Велику роль в експорті ще відігравала теляча та коров'яча шкіра.
У 1500 році в місті, яке на той час процвітало в економічному плані, було споруджено церкву святого Олафа у готичному стилі. Саме сприятливе для торгівлі розташування міста між заходом та сходом обумовило його стрімкий розвиток у часи середньовіччя. У середньовічній Естонії було 9 міст та 14 невеликих поселень, але найвидатнішим із них безумновно був Таллінн.
Зниження об'ємів торгівлі у Таллінні в другій половині XVI століття залежало від загального занепаду торгівлі у Ганзі та зміни кількості продаваних товарів. Певну роль у цьому відіграла і ворожнеча між Любеком і Таллінном, спричинена зусиллями Таллінна і частково Тарту приблизно після 1516 року, аби завадити любекцям проводити безпосередню торгівлю із містами більш далеких частин Лівонії — одним із наслідків цього стало спрямування суден Любека через Таллінн напряму в Нарву та Виборг, що у свою чергу призвело до ослаблення стосунків між Таллінном та Любеком.

### Розвиток міської інфраструктури
На початку XV століття у Таллінні розвивалася кам'яна забудова міста та обмежувалося спорудження дерев'яних будинків, які становили небезпеку у випадку пожежі. У 1365 року з'явилась перша письмова згадка про цегляну кладку у районі Коплі.
У 1410 році було споруджено будівлю Великої гільдії; у 1470-х роках у ході перебудови будинків гільдій німецьких ремісників було споруджено будівлю Гільдії святого Олафа, а згодом внаслідок перебудови свої сучасні обриси отримала і міська ратуша. Протягом XV століття також було зроблено прибудови до церкви Нігулісте, яка збереглася до нашого часу, а після пожежі 11 травня 1433 року, внаслідок якої церква сильно постраждала, до неї було вирішено прибудувати і новий неф. Окрім цього було розширено низку міських монастирів, а талліннські майстри брали участь як у перебудові Ризького замку, так і у перебудові Кафедрального собора Турку.
У Таллінні розташовувалися чотири цехи та лікарняні установи для хворих на проказу, сифіліс та інші інфекційні хвороби.
У 1407 році на землях Лівонського ордену було засновано монастир святої Бригітти, спорудження якого почалося у 1417 році. Церква монастиря свого часу була найбільшою у Старій Лівонії, та із площею у 1360 м2 найбільшою і у середньовічній Естонії. Перші чотири черниці прибули до монастиря ще у 1412 році. Церква монастиря була освячена у 1436 році єпископом Таллінна Генріхом Юкскюллем.
У 1426 році при церкві Олевісте було відкрито міську школу, основними предметами у якій було читання, письмо та арифметика.

### Населення міста та соціальні стани
У середині XVI століття в Таллінні проживало приблизно 4000 осіб, а у середині XVIII століття ― 7000–8000. Міську громаду утворювали уродженці Таллінна та його громадяни. Мешканцем міста могла стати повнолітня та економічно незалежна особа у результаті шлюбу, яка при тому прожила у місті більше трьох місяців; громадянином міста могла стати особа, яка народилася у вільних батьків в законному шлюбі. Втім, міська рада Таллінна могла і відмовити у наданні статусу громадянина міста. Для отримання цього статусу необхідно було скласти присягу громадянина та сплатити громадянський внесок, після чого ім'я нового громадянина вносилося у книгу громадян. Лише громадянин міста мав право виступати як міський купець чи ремісник. Також статус громадянина міста нарівні зі шляхтою та літератами давав право на придбання нерухомості у межах Таллінна.
Літерати ― мешканці міста, що мали академічну освіту ― мали у місті окремий правовий статус, оскільки в Таллінні та Старій Лівонії не було вищих навчальних закладів (університетів), а важливі посади обіймали освічені особи, що прибули з Німеччини. Літерати могли вступити до Великої гільдії та виконувати різні роботи, але не були зобов'язані мати статус громадянина міста.

#### Міське управління
Містом керував Талліннський рат ― орган влади, що поповнювався шляхом кооптації та складався із найзаможніших купців (кількість членів рату залежала від величини міста: у Таллінні їх було до 24), бургомістрів, які були членами керівництва рату (до 4 осіб), а також синдика ― особи, яка була юристом та знавцем законів у раті, а також була єдиним членом рату, який отримував зарплату.
При міському раті також був міський фогт, який проживав на Тоомпеа та представляв у раті землі навколо міста.

#### Корпорації, гільдії та цехи

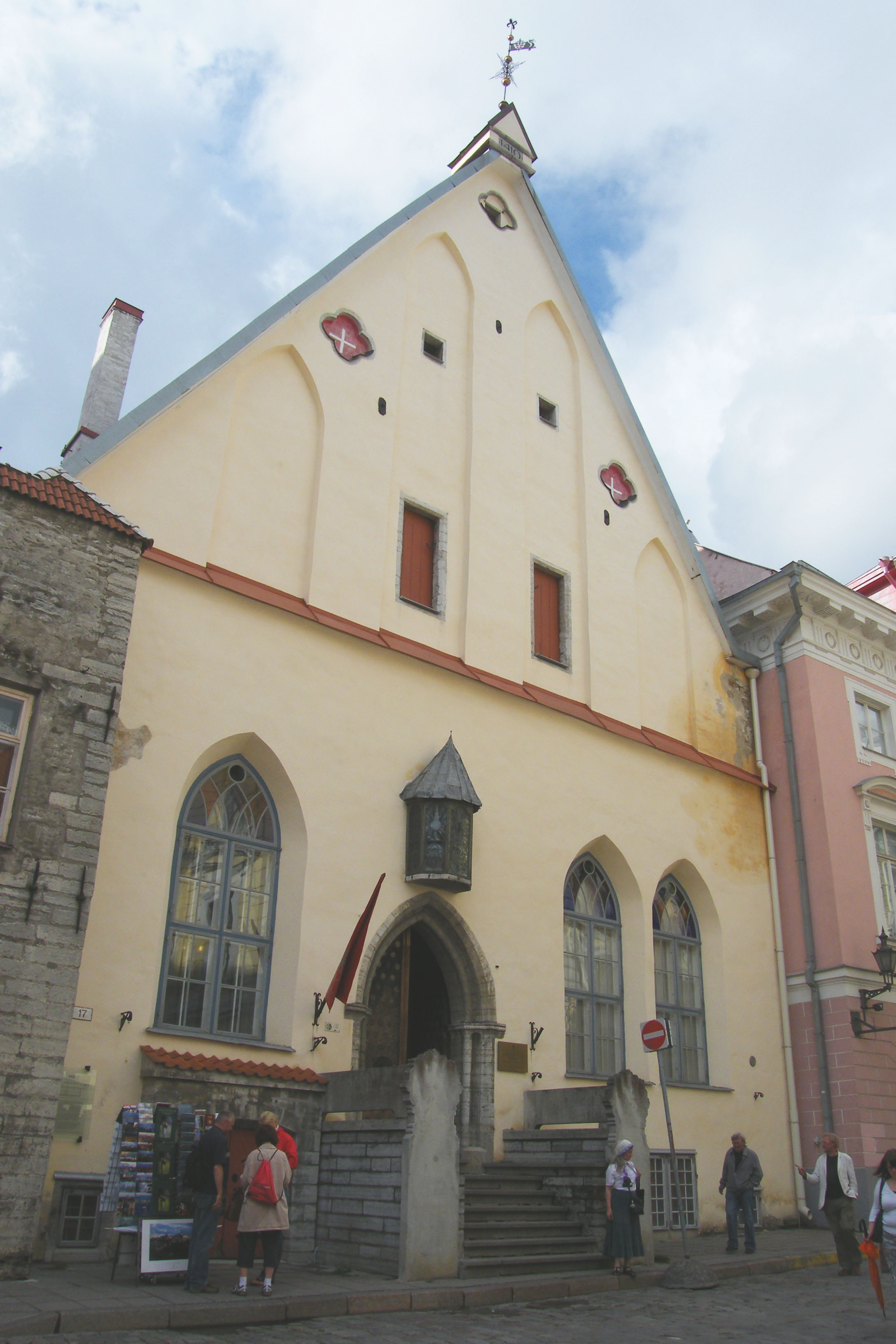
_{Будівля Великої гільдії Таллінна по вулиці Пікк}

При ухваленні великих рішень рат мав враховувати позицію міських купецьких та ремісничих об'єднань ― гільдій; найбільший вплив мала талліннська Велика гільдія. Організаціями, що об'єднували купців та ремісників, були гільдії та цехи: талліннська Велика гільдія об'єднувала багатих німецьких купців, а Братство чорноголових ― купців, які не перебували у шлюбі (естонців до гільдій купців не приймали). Реміснича гільдія була головною організацією цехів, яку очолював олдермен. Організаціями, що об'єднували ремісників, були цехи, до яких входили майстри однієї або декількох близьких ремісничих спеціальностей (наприкінці Середньовіччя у Таллінні нараховувалося приблизно 20 цехів). Цехи піклувалися про економічний достаток своїх членів та боролися з торговцями, щоб ті не наповнювали міський ринок привізними товарами і тим самим не знижували на них ціни.

#### Естонці в Таллінні
Оскільки громадянином Таллінна можна було стати лише народившись у вільних батьків, то у XIV та XV століттях у книгах громадян міста ще можна було зустріти естонські імена, але доступ до громадянства обмежувався передусім доволі високим громадянським податком. Пізніше виросли як соціальні, так і національні бар'єри, тому особливо у XVII та XVIII століттях серед громадян міста були переважно німці. Естонці та не-німці інколи були мешканцями міста, але дуже рідко саме громадянами.

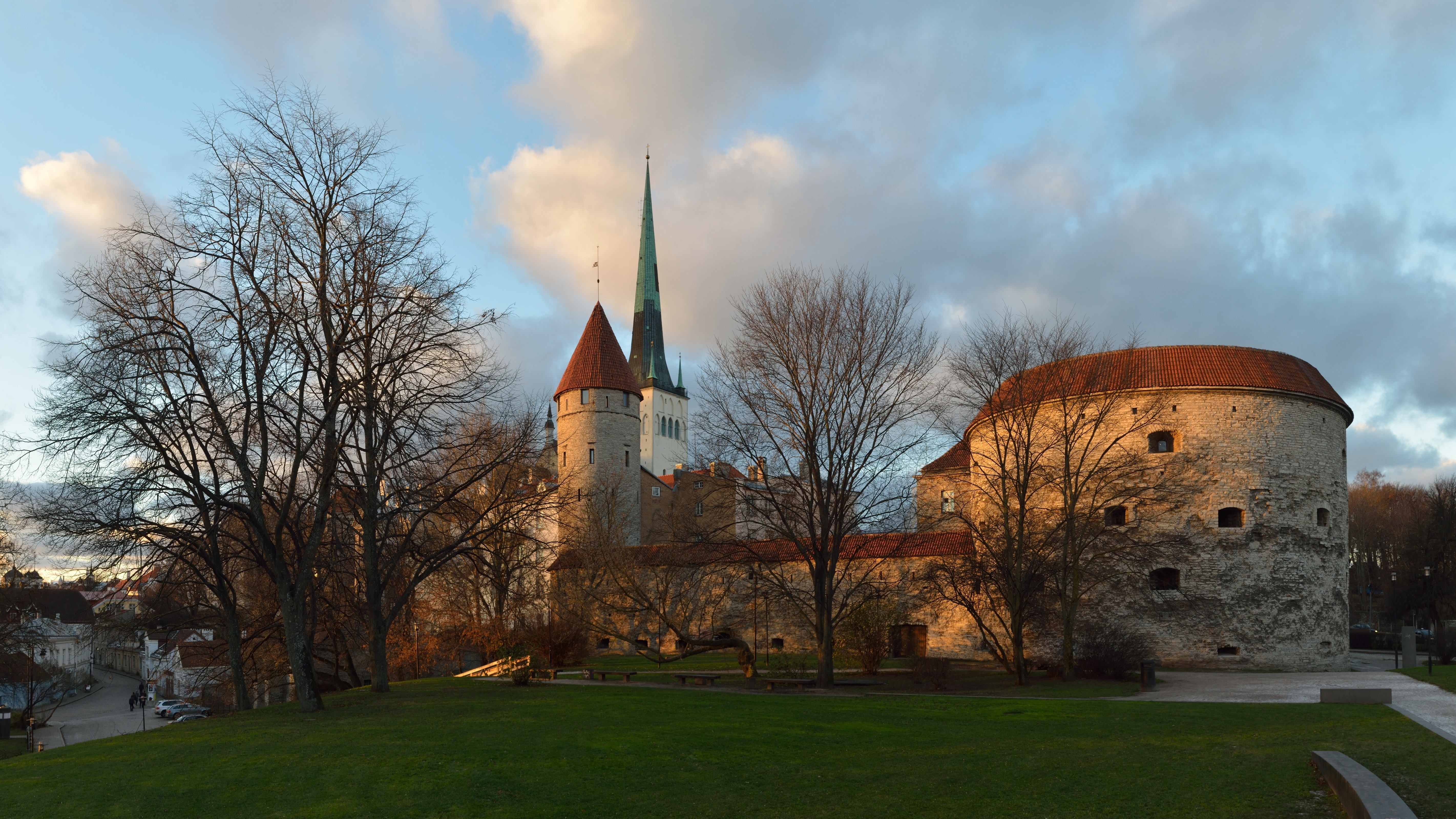
Оборонна вежа Товста Маргарита, споруджена між 1518 та 1529 роками, яка входила до складу зовнішніх споруд міських мурів Таллінна

Проте оскільки місто, яке розвивалося, постійно потребувало нових жителів, то згідно із міським законом, естонець, який безперервно прожив у місті рік, мав право стати його жителем.

#### Міська оборона
Наприкінці XV століття було значно перебудовано міські мури Таллінна: вони стали товстішими та мали висоту від 11 до 16 м. У списку від 1414 року налічувалося 27 оборонних веж. У другій третині XV століття також було перебудовано та обладного парадними воротами усі надворотні вежі прохідних воріт у міському мурі, окрім цього, було оновлено оборонні вежі міського муру.

## Лівонський орден

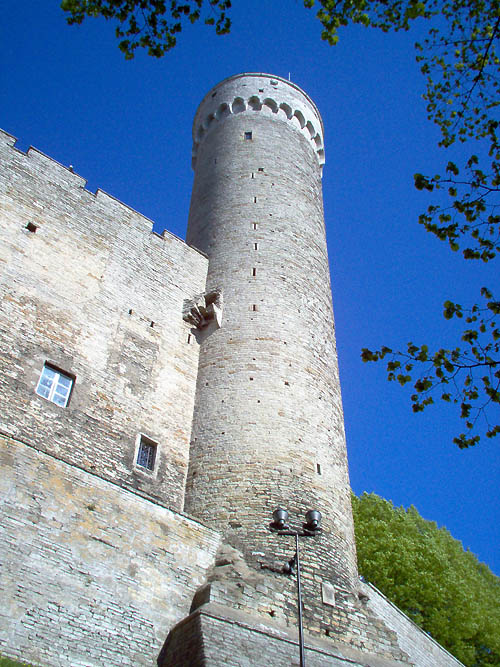
Вежа Довгий Герман у замку Тоомпеа

У 1343 році після Повстання Юр'євої ночі, яке було придушене Лівонським орденом, до Лівонського ордену відійшли всі найважливіші фортеці в Естонському герцогстві — Таллінн і Раквере у 1343 році та Нарва у 1345 році. Також після цього повстання данський король Вальдемар IV у 1347 році продав свої володіння в Естонії (Хар'ю, Віронію і Талліннський замок) Лівонському ордену.
Замок Тоомпеа складався із Малої фортеці, у якій жив комтур Таллінна та охоронний загін, та Великої фортеці, де знаходився єпископ Талліннської парафії. Єпископ Таллінна не мав обширнішої світської влади, мав резиденцію у Таллінні і Домський собор на Тоомпеа, але йому належали певні володіння у північній Естонії, найважливішими з якими були єпископські замки Ківілоо (ест. Kiviloo) та Поркуні (ест. Porkuni, Borkholm). Також відомо, що принаймні у XVI столітті єпископи Таллінна мали світських васалів.
Великий магістр Тевтонського ордену після купівлі естонських земель у 1347 році підтвердив привілеї Таллінна з часів Данії, але протягом наступних 166 років 16 Великих магістрів Тевтонського ордену і 17 ландмейстерів Лівонського ордену не підтверджували ці привілеї. Однією з причин цього було питання статусу північної Естонії (колишнього Естонського герцогства). Хоча офіційно Великий магістр Тевтонського ордену вже у 1459 році відмовився від цієї території і влада ордену раніше була скоріше номінальною, пізніші великі магістри не хотіли цього визнавати і далі вважали себе правителями колишнього Естонського герцогства. Місто Таллінн та лицарство Хар'ю-Віру відмовилися визнати ландмейстера Лівонського ордену своїм правителем, посилаючись на Верховного магістра Тевтонського ордену та власне законодавство. Лише 23 вересня 1513 року ландмейстер Лівонської гілки Тевтонського ордену Вольтер фон Плеттенберг підтвердив талліннському рату, громадянам та населенню міста їх привілеї, права і свободи, які колись були даровані ним данським королем та Тевтонським орденом. У 1525 році фон Плеттенберг приняв присягу про слухняність від громадян Таллінна і васалів із Гар'ю-Віру та підтвердив привілеї міста 22 березня 1525 року.

## Реформація
Перші ознаки реформаційного руху спостерігалися в Ризі ― вже 1521 року туди прибув перший протестантський проповідник, який невдовзі отримав підтримку тамтешнього рату. До 1524 року Рига офіційно прийняла нове протестантське віросповідання. Водночас із цим Реформація швидко завоювала прихильність і в інших великих містах Лівонії: Таллінні, Тарту, Пярну та Нарві. У Лівонії на початку реформації пройшла т. зв. міська реформація, яка принесла місту незалежність та звільнення з-під контролю церкви.
14 вересня 1524 року відбулися талліннські іконоборчі повстання, коли натовп із кількох сотень німців та естонців увірвався до домініканських церков святої Катерини, святого Олафа і Святого Духа, розбили у них ікони, скульптури, вівтарі та інші реліквії, які вважалися символами старої віри.
Таллінн вирішив навернутися до нової віри на початку 1525 року, хоча офіційно лютеранське віросповідання було прийнято лише у 1530-х роках, після того, як Любек також відмовився від католицизму. Із ходом реформації майно церкви було секуляризовано, так що правителі та міський рат могли вільно ним користуватися. Діяльність Ордену домініканців у Таллінні була припинена рішенням Талліннського рату від 12 січня 1525 року, а майно монастиря Святої Катерини було передано у власність міста. У результаті лютеранської реформації Талліннська лютеранська громада отримала Домський собор, разом із яким було реорганізовано і школу при ньому. Колишній домініканський монастир святої Катерини було відновлено і до 1550 року він був перетворений на тривіальну школу, у якій навчалися німецькою та латинською мовами.

## Російсько-лівонська війна

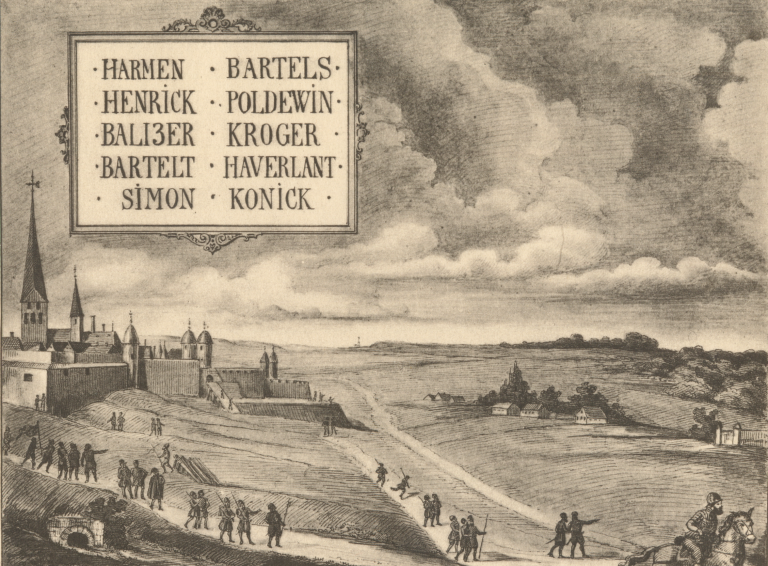
Таллінн у 1561 році. Зображення із атласу «Baltischer Kulturhistorischen Bilder-Atlas», 1886 рік

У 1558 році між Старою Лівонією та Московським царством почалася Російсько-лівонська війна, яка тривала до 1561 року.
На початку вересня 1560 року загін росіян, що повернувся із грабувальних походів у Пярну та західних естонських землях, розбив табір неподалік мизи Гарк. Дізнавшись про цей загін, талліннці вирішили піти в атаку. Рано вранці 11 вересня було здійснено на один із передових російських загонів; перша битва відбулася поблизу Таллінна у піщаних дюнах між сучасними селищами Рагумяе та Нимме. Талліннські війська розгромили загін росіян, відібрали у них трофеї із західних земель та взяли багатьох у полон. Російські війська після цього відступили з північної Естонії.
У ході Російсько-лівонської війни останній ландмейстер Лівонського ордену Готтгард фон Кеттлер не зміг захистити північну Естонію від військ Московського царства та царя Івана Грозного і 6 червня 1561 року Нижнє місто Таллінна та його громадяни принесли присягу на вірність шведському королю Еріку XIV і добровільно визнали владу шведського короля над Таллінном.
Колишній замок Лівонського ордену в Таллінні після переходу Нижнього міста під контроль шведського короля після кількох облог також мусив здатися.

## Шведське правління
Після визнання влади шведського короля у північній Естонії із територій, які підкорилися Швеції, було утворено Естляндську провінцію. Її центром став Таллінн, де також розташовувалася резиденція губернатора Естляндії.
У 1561–1710 рр. Таллінн входив до Шведського королівства як незалежна адміністративна територія під назвою Естляндська провінція, якою у 1561–1674 керував губернатор, а у 1674–1710 рр. генерал-губернатор. У 1561 році після реформації було ліквідовано і католицьке єпископство Таллінна, а сама територія відійшла під владу територіальної церкви Швеції.
Під час Північної семирічної війни в липні 1569 року до Талліннської затоки прибув об'єднаний флот Любека і Данії, який бомбив Таллінн із міського рейду протягом 13 днів, повністю спустошив Талліннський порт і захопив трофеями більше 30 торгових суден. У 1570 році в Таллінні відбулося озброєне повстання проти шведського намісника і центральної влади, яке очолив Клаус Курселль, в ході якого 7 січня 1570 року повстанці захопили Малу фортецю Тоомпеа та ув'язнили губернатора Габріеля Крістьєрнсона Оксеншерну. 24 березня того ж року шведи хитрістю відвоювали Тоомпеа назад. Клаус Курселль та більшість повстанців були ув'язнені; невдовзі Курселлю було винесено смертний вирок і його стратили разом із кількома прибічниками.

Міські мури Таллінна та оборонні вежі за часів шведського правління

У 1570 році у північній Естонії знову почалися бойові дії, у яких брали участь як шведські війська, так і король Лівонії Магнус, який став васалом Росії у всій Лівонії в ім'я спільної влади з російським царем. У ході цих бойових дій відбулися перша (21 серпня 1570 року — 16 квітня 1571 року) і друга (23 січня — 15 березня 1577 року) облоги Талліна, протягом яких були розграбовані передмістя Таллінна, а також зруйновано монастир святої Брігітти у районі Піріта.
Окрім доповнень до оборонних споруд було змінено і принципи управління міськими кварталами для кращої організації громадян та залучення їх до оборони міста; у 1580-х роках межі кварталів також змінились. До того ж квартали почали називатися згідно із назвами міських воріт, які розташовувалися у їх межах, а спочатку й інших визначних споруд.
У 1571 році Таллінн пережив епідемію чуми, яка почалася влітку того ж року. У 1580 році у день святого Мартіна у місті почалася епідемія грипу, яка згодом поширилася і на інші території країни.
Укладений у 1595 році Тявзинський мирний договір, який закінчив Московсько-шведську війну, визначив кордон між Московським царством та Швецією: від Фінляндії до Північного Льодовитого океану. Швеція, згідно із договором, отримала право користування вільними торговими дворами для своїх купців у Москві, Новгороді та Пскові. Московське царство отримало такі ж права для своїх купців у Виборзі, Турку і Таллінні.

### Польсько-шведська війна

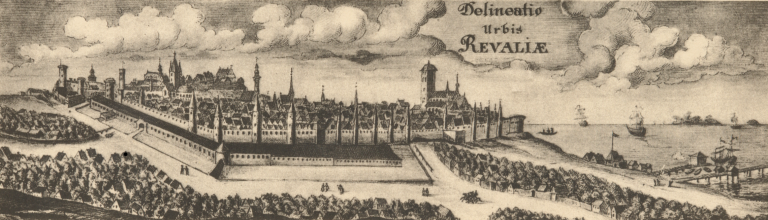
Таллінн у 1630 році

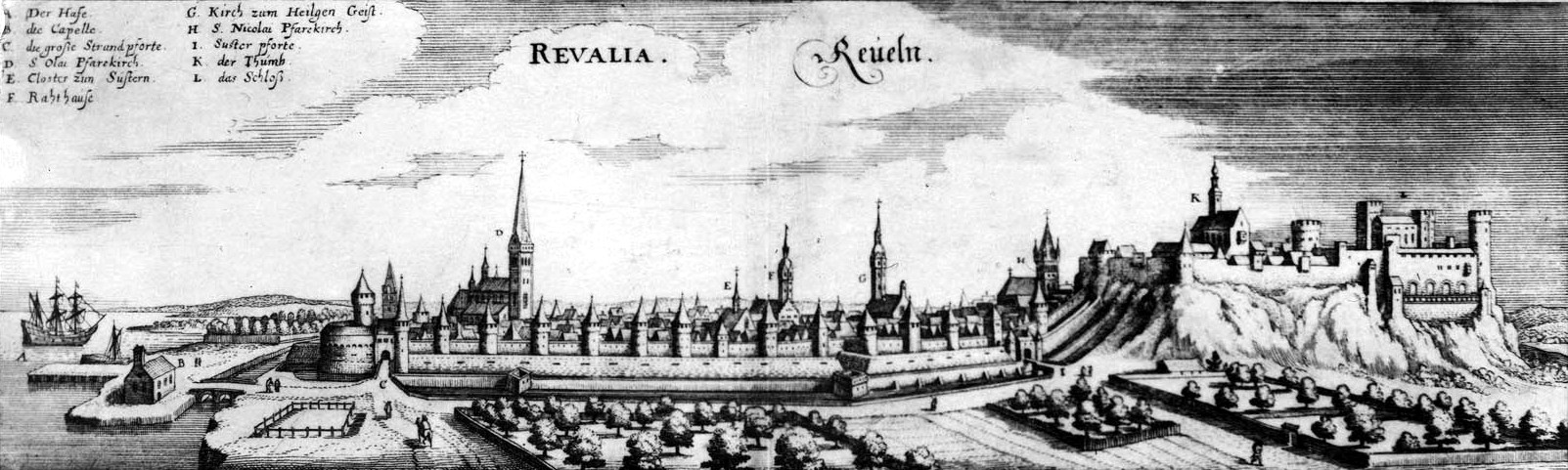
Таллінн у середині XVII cтоліття, гравюра Адама Олеаріуса

У 1558 році шведський принц Сигізмунд був обраний королем Польщі під іменем Сигізмунд ІІІ Ваза. У серпні 1589 року в Таллінні відбулася зустріч шведського короля Югана ІІІ та Сигізмунда, короля Польщі та спадкоємця шведського трону. Після смерті батька Сигізмунд врешті-решт отримав і шведський трон. Католик Сигізмунд зустрів у на той момент вже лютеранській Швеції багатьох противників, очільником яких був його дядько, герцог Седерманландський Карл. У громадянській війні 1598—1599 рр. в ході битви при Стонгебру Сигізмунд зазнав нищівної поразки, був змушений зректися шведського трону та повернутися до Польщі, а Карл став правити Швецією як регент. Проте Сигізмунд прагнув повернути собі владу над Швецією і присвятив цьому свої майбутні плани: спочатку він хотів завоювати естонські землі, які перебували під владою Швеції. Для початку війни Карл спершу мав закріпити свою владу в Естонії, де місцева аристократія та міста були більш лояльні до Сигізмунда. До весни 1600 року прибічники Карла зайняли найважливіші фортеці Естонії; у квітні на бік Карла перейшов як Таллінн, так і естонська знать. У наступних після цього польсько-шведських війнах (1600—1611, 1617—1618, 1621—1625, 1626—1629) бойові дії відбувалися на півдні Естонії та на території Латвії, але Таллінна вони не сягнули.
У 1602–1603 рр. у всій Лівонії відбувся великий голод, а у Таллінні пройшла епідемія чуми. У 1603 році, за оцінками, у Таллінні померло 3000–4500 осіб та приблизно така ж сама кількісь громадян могла залишитися в живих після зникнення хвороби. Кульмінація епідемії могла бути у липні-серпні 1603 року.
У складі Шведського королівства торгівля між Таллінном та іншими приморськими містами розвивалася швидко і безпечно, адже Балтійське море стало «внутрішнім морем» Швеції. Під шведським захистом розвивалася торгівля і в Нарві, адже звідти по однойменній річці проходив торговельний шлях до Пскова, Новгорода та Москви. У результаті активної торгівлі з Росією значення Нарви виросло настільки, що у середині XVII століття Швеція розглядала можливість проголошення Нарви столицею балтійських провінцій Шведського королівства замість Таллінна. У 1600 році Талліннський рат прийняв закон про школу, який регулював діяльність міської школи. У 1631 році було відкрито Талліннську гімназію із чотирма класами, яка надавала учням якісну академічну гуманітарну освіту, що давало їм можливість продовжити навчання в університеті. У середині XVII століття у Таллінні було п'ять основних шкіл.
З липня 1657 року до початку 1658 року у Таллінні знову відбулася епідемія чуми, у результаті якої загинули три чверті населення Таллінна.

### Розвиток міста та міської оборони

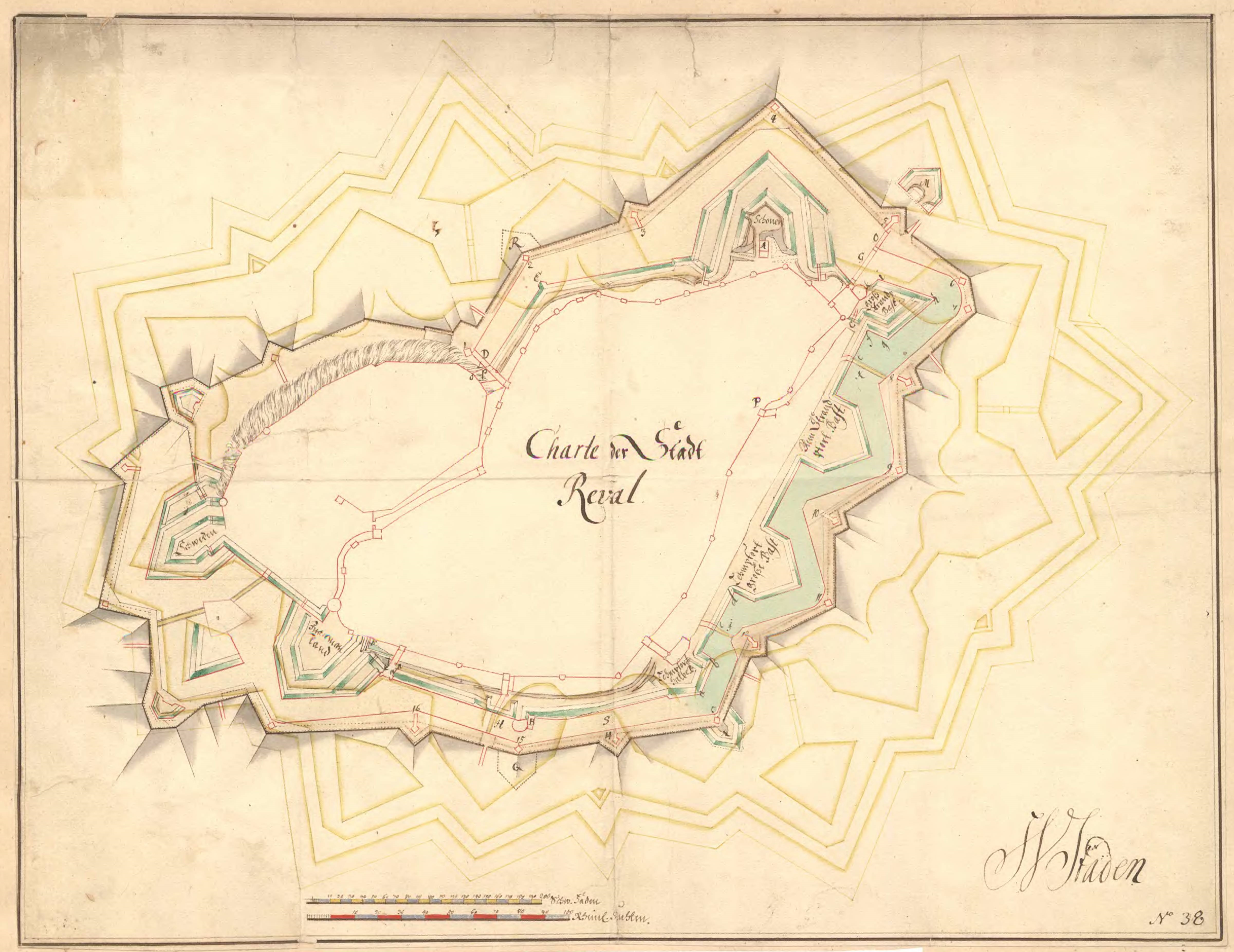
Додаткові земляні укріплення Таллінна до 1710 року

Станом на XVII століття утворилися три передмістя Таллінна: Каламая-Кейсмяе, Тинісмяе і Ківісілла-Плеекмая, а також передмістя Тоомпеа, у межах якого наприкінці XVII століття було реалізовано новий проект додаткових оборонних споруд Талліннської фортеції — бастіонів, равелінів та редутів, завершеними із якими лишилася лише частина. Розвитку Нижнього міста і Тоомпеа також «посприяла» пожежа в Таллінні у 1684 році, після якого замість згорілих дерев'яних будівель було збудовано нові кам'яні споруди.

### Велика Північна війна та кінець шведського правління
Бойові дії Великої Північної війни дісталися Таллінна лише 15 серпня 1710 року, коли російські війська оточили Таллінн, тим самим заблокувавши ввіз харчів та доступ до питної води з озера Юлемісте. Після 45-денної облоги (без бойових дій), в ході якої 90 % міського гарнізону загинула від чуми та голоду, а містяни 29 вересня 1710 року здали Талліннський замок, Естляндське лицарство та шведський гарнізон міста військам російського царя Петра І.

## Таллінн у складі Російської імперії
У результаті Великої Північної війни, яка почалася у 1700 році, Таллінн та Естляндське лицарство у 1710 році після облоги та загибелі великої частини міського населення від чуми здалися військам російського царя Петра І. Після закінчення війни у Таллінні проживало 2000 мешканців (для порівняння, у 1685 році в місті налічувалося 12 000 мешканців). Приблизно половину кам'яних будинків Таллінна (167 споруд) були зруйновані, а у місті, яке лишилося в межах міських мурів, збереглося 572 будинки, 17 вулиць та 3 площі; у передмістях збереглося 275 будинків.
Указом Петра І від 29 вересня 1710 року після капітуляції шведського гарнізону російським військам було призначено губернатора Таллінна — найвищого представника російської центральної влади. Для губернатора також використовували титул генерал-губернатора з метою підвищення важливості цієї особи, а губернію стали називати Естонським князівством. Під час Великої Північної війни у 1704 році із захопленої східної частини Віронії було утворено Нарвський повіт. У 1708 році було виокремлено Віронію, до якої було приєднано провінцію Тартумаа; це утворення було названо Нарвським повітом і приєднано до Інгерманландської губернії. Після укладення Ништадського миру було відновлено адміністративний поділ часів шведського правління. У 1713 році Ризька і Талліннська провінції були виділені як окремі адміністративні одиниці. У 1719 році було визначено поділ на провінції для захоплених у Швеції територій: генерал-губернатору Таллінна підкорялися власне Таллінн, Естляндія та Гіюмаа. Посада генерал-губернатора Таллінна була скасована у зв'язку із поширенням всеросійського закону про генерал-губернаторство на Естонію та Лівонію, а також відкриттям Ревельського намісництва 3 липня 1783 року.
Шведське королівство офіційно віддало захоплені у ході війни Лівонію, Естляндію, Іжорію та частину Карельського перешийку разом із частиною Виборзької губернії, а також міста Ригу, Дюнамюнде, Пярну, Таллінн, Нарва, Виборг, Кексгольм разом із замками, фортецями, портами, житловими територіями, районами, узбережжями вищезгаданих провінцій згідно із умовами Ништадського миру 1721 року, і місто Таллінн разом із Ревельською губернією було приєднане до Російської імперії. Міста Таллінн і Палдіскі отримали особливе значення для Російської імперії як військово-морський порт на західних кордонах держави.
Після Великої Північної війни на підставі акту про капітуляції свою чинність зберігало міське сословне самоуправління, тобто Талліннський рат.

### Таллінн як військовий порт
У 1714 році за указом Петра І у центрі міста на узбережжі Талліннської затоки були засновані Адміралтейські майстерні для спорудження і оснащення військових суден. Задачею Адміралтейства був ремонт та оснащення суден Військово-морського флоту Російської імперії, які базувалися в Таллінні, а верф мала необхідний для цього комплекс споруд, тобто майстерні, елінги, склади, ковальні, адміністративні будівлі та арсенал. Адміралтейству також належали Талліннська канатна мануфактура, будівельні підприємства, цегляний завод та лісопильня. До 1732 року були завершені основні адміралтейські майстерні. Близько 1730 року в Таллінні на базі військового колегіуму також було засновано гарнізонну школу, у якій окрім вивчення військової справи та гуманітарних наук також готували кваліфікованих та потрібних армії спеціалістів, як-то столярів, шевців, кравців тощо.

### Ревельська губернія
Указом імператора Петра І від 29 травня 1719 року було створено Ревельську губернію, на чолі якої став генерал-губернатор і до складу якої входили повіти Північної Естонії (Ляенемаа, Гар'юмаа, Ярвамаа та Вірумаа), оскільки Нарвський повіт спочатку був приєднаний до Санкт-Петербурзької губернії. У 1719 році в Російській імперії було проведено реформу адміністративного поділу територій, в ході якої губернії були розділені на провінції, а провінції на дистрикти. Адміністративний поділ Ревельської губернії у зв'язку з її невеликими розділами спростився напряму до дистриктів: її утворювали дистрикт Гар'ю, Гаапсалу, Ярва та Віру.

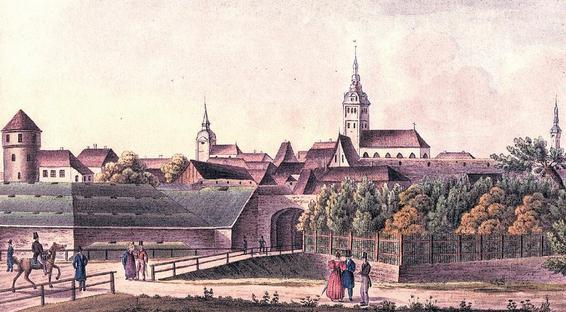
Гар'юські ворота у 1835 році

У 1767 році було проведено реорганізацію укріплень Таллінна, що спричинило кардинальні зміни і в управлінні рухом; зокрема, було закрито ворота Кар'явярав та було остаточно добудовано два нових напівбастіони на південний захід від старого міста. У 1767 році було відкрито зачинені майже на два з половиною століття Гар'юські ворота, які невдовзі отримали назву Нові ворота (ест. Uus värav). Ворота Кар'явярав відкрилися знову лише у 1776 році та отримали назви Міхклі-вярав (ест. Mihkli värav).
Указом імператриці Катерини ІІ від 19 травня 1772 року було заборонено споруджувати цвинтарі у містах та ховати померлих ближче, ніж за 100 саженів (213 м) від найближчого міського поселення; за можливості мінімальна відстань мала складати 300 саженів. Цей указ також був затверджений генерал-губернатором Естляндії від 14 березня 1773 року. У результаті виконання цього указу у Таллінні було споруджено три нові цвинтарі: цвинтар німецької громади церков Олевісте і Нігулісте в Коплі у 1774 році, цвинтар німецької громади Талліннського Домського собору за межами тодішнього кордону міста в Мийгу та закладений у 1775 році цвинтар російської громади та військовий цвинтар в Юхкенталі, з якого потім утворився більший за розміром Цвинтар внутрішнього міста Таллінна.

### Ревельське намісництво

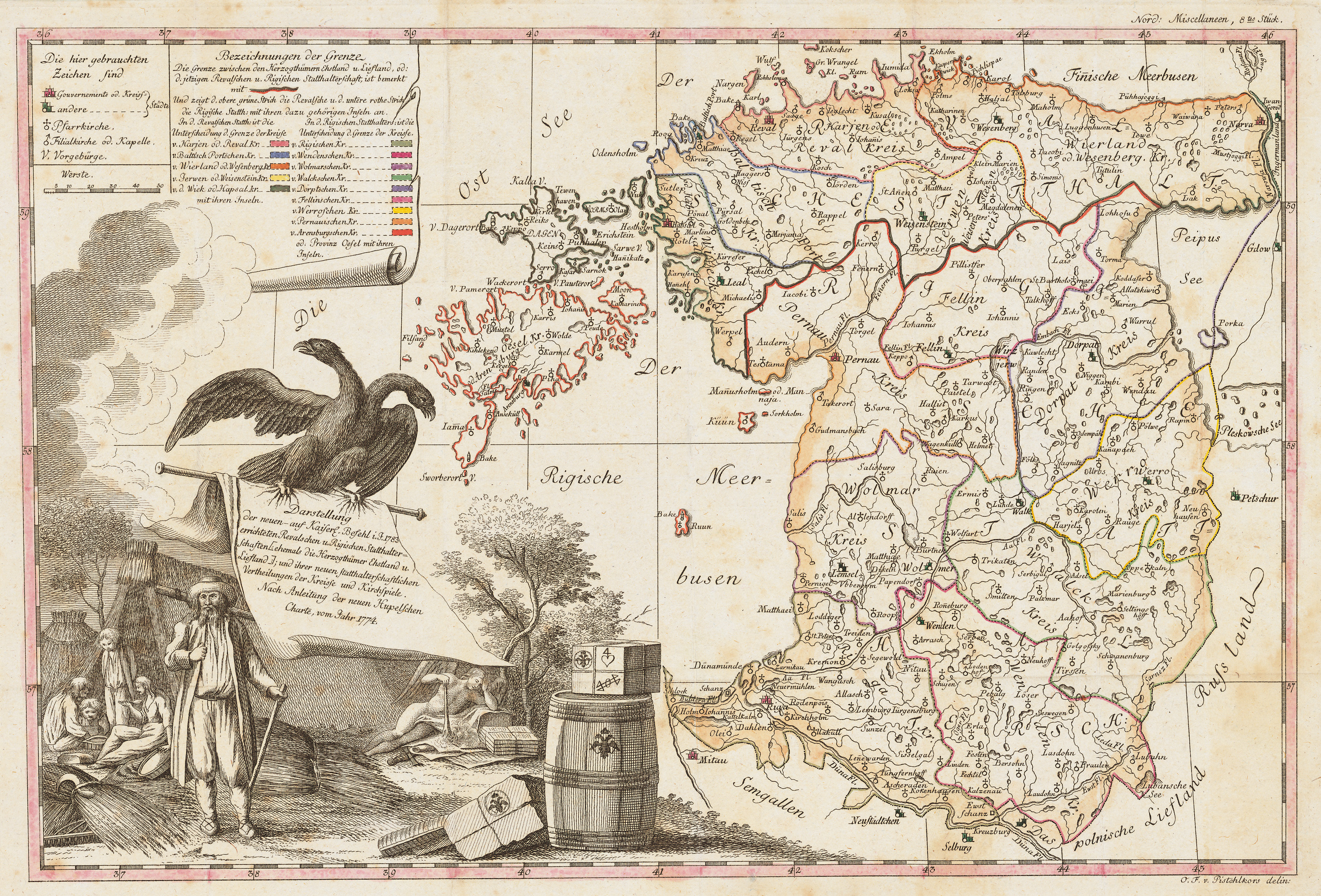
Ревельське та Ризьке намісництва на карті О. Ф. фон Пістолькорса, 1783 рік

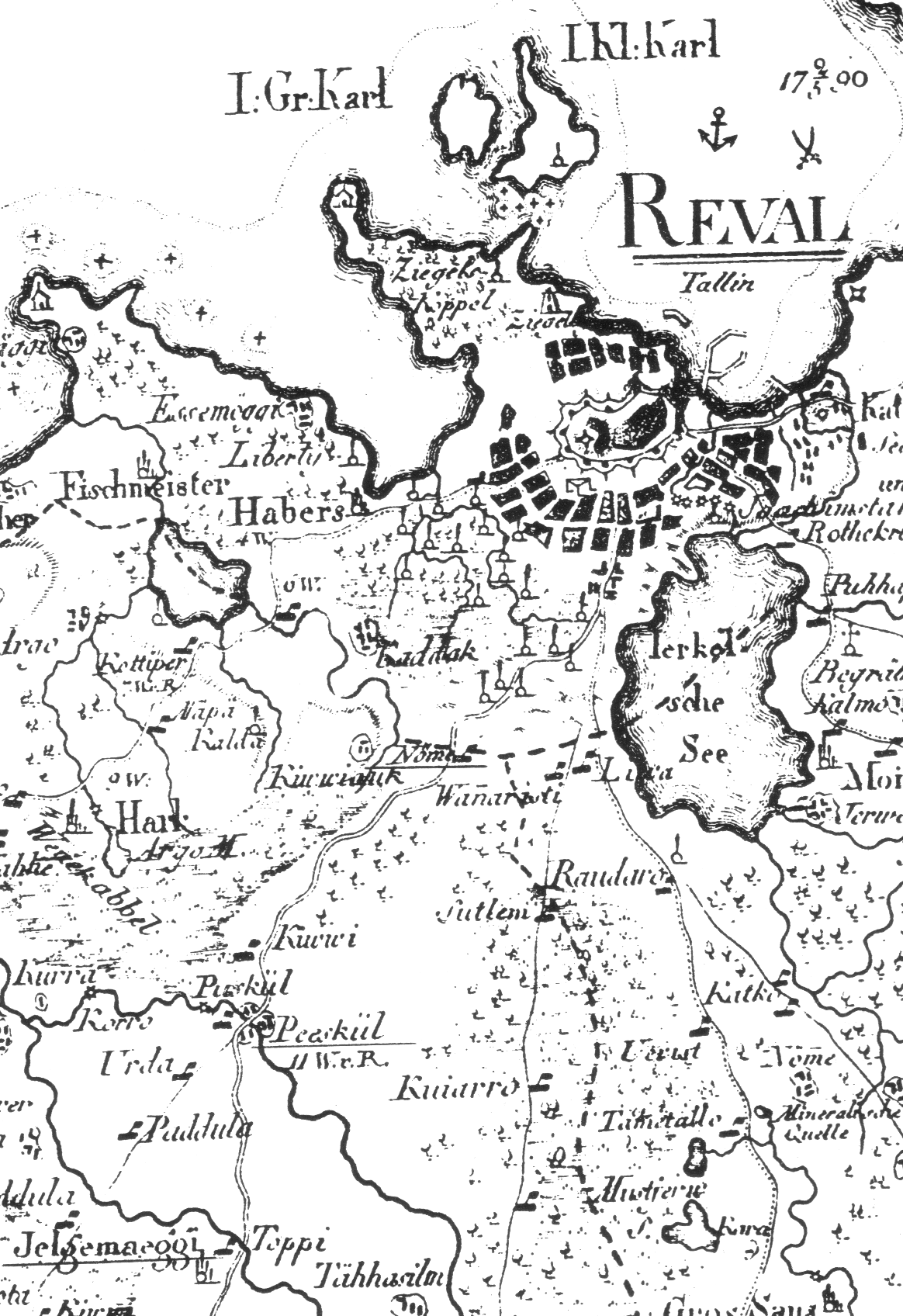
Місто Таллінн на карті О. Ф. фон Пістолькорса, 1798 рік

У 1775 році на підставі нового закону про адміністративний устрій, введеного у Російській імперії, замість Ревельської губернії у 1783 році було утворено Ревельське намісництво на чолі із генерал-губернатором з центром у Таллінні. На початку періоду намісництва знову було пронумеровано всі земельні ділянки та будинки передмістя Таллінна, а перелік нерухомості передмістя був завершений до 1 жовтня 1786 року. Вперше щодо нерухомості передмістя почали вестися земельні кадастрові книги, до яких послідовно вносилися дані про склад майна та зміни прав власності. Фіксована нумерація об'єктів нерухомості зберігалася до 1940 року.
Період намісництва скінчився після смерті Катерини ІІ у 1796 році, коли російський імператор Павло І відновив попередні адміністративні форми та створив Естляндську губернію, центром якої і далі лишався Таллінн. В останній чверті XVIII століття, під час правління Катерини ІІ, було введено обов'язок викладання російської мови у школах міст Остзейських губерній. Школи, які фінансувала Російська імперія, стали називатися народними школами. Втім, за межами повноважень відповідної колегії у Таллінна залишалися міська губернська гімназія, школа при Домському соборі та військові гарнізонні школи.
У 1788 році в Таллінні було створено добровольчу пожежну дружину Братства чорноголових; її викликали за допомогою церковних дзвонів або інших сигналів.
Під час Російсько-шведської війни 1788–1790 рр. шведський флот з'явився 2 травня 1790 року у Талліннській затоці, де 13 травня відбулася Ревельська морська битва, яку виграв російський флот.

### Таллінн у ХІХ столітті

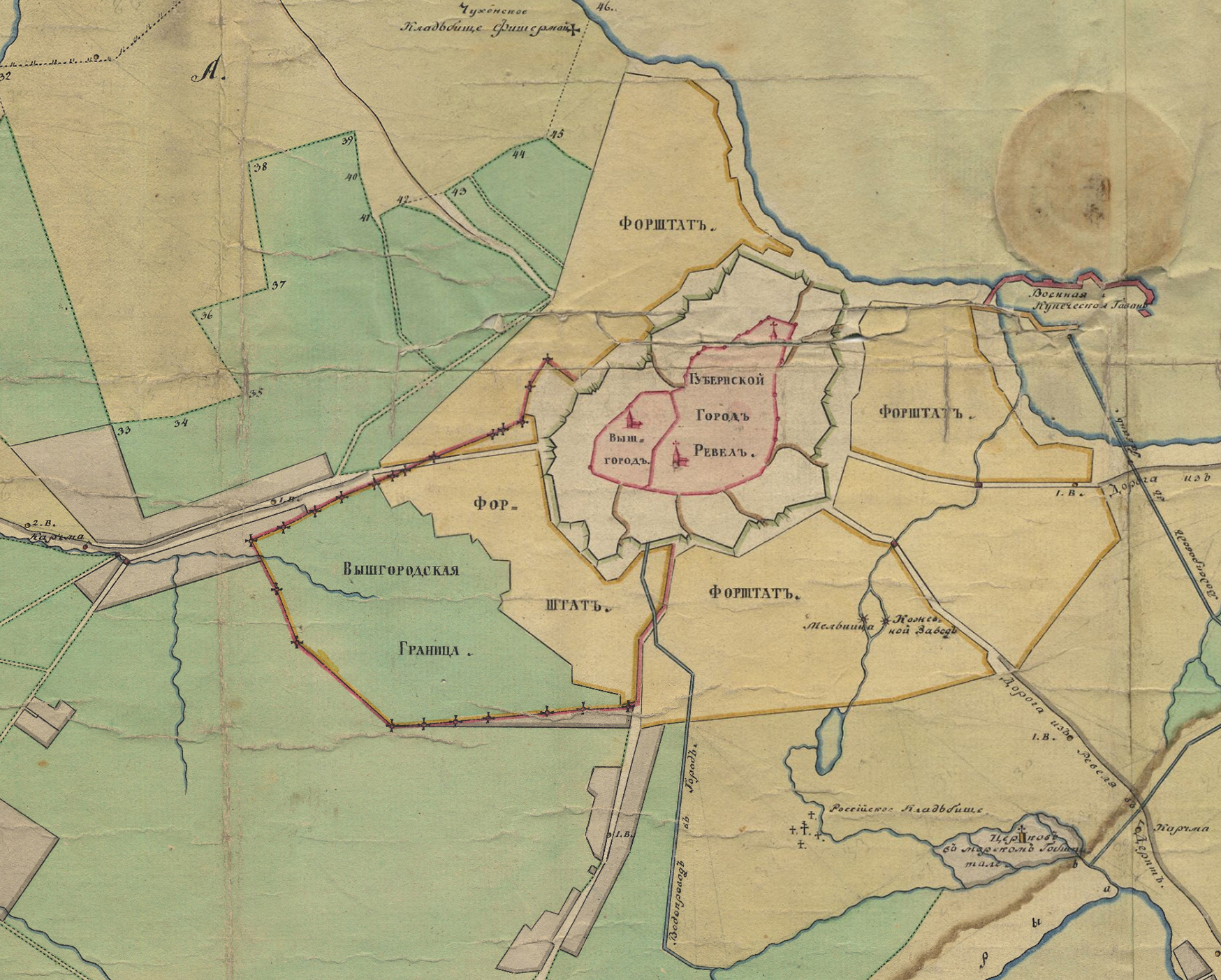
Карта Таллінна, 1810 рік

У 1805 році було засновано Талліннську губернську гімназію; також цього ж року були створені перші початкові школи окремо для хлопчиків та дівчат, після яких було можливо продовжити навчання у школах другого ступеню — дворічних міських училищах, які готували учні до вступу в гімназії. Початкові школи призначалися для найнижчих верств міського населення, які займалися фізичною працею, міські училища — для середніх прошарків, які займалися торгівлею та ремісництвом, а гімназії — для заможніших містян. Гімназії та школа при Домському соборі були призначені виключно для хлопчиків. У 1821 році почала свою роботу міська школа для дівчат-бідняків, у якій спочатку надавалася лише релігійна освіта і яка також була єдиною школою в Таллінні, мовою викладання в якій була естонська. Лише у 1852 році було засновано міську Вищу школу для дівчат, у якій вони могли отримати середню освіту.

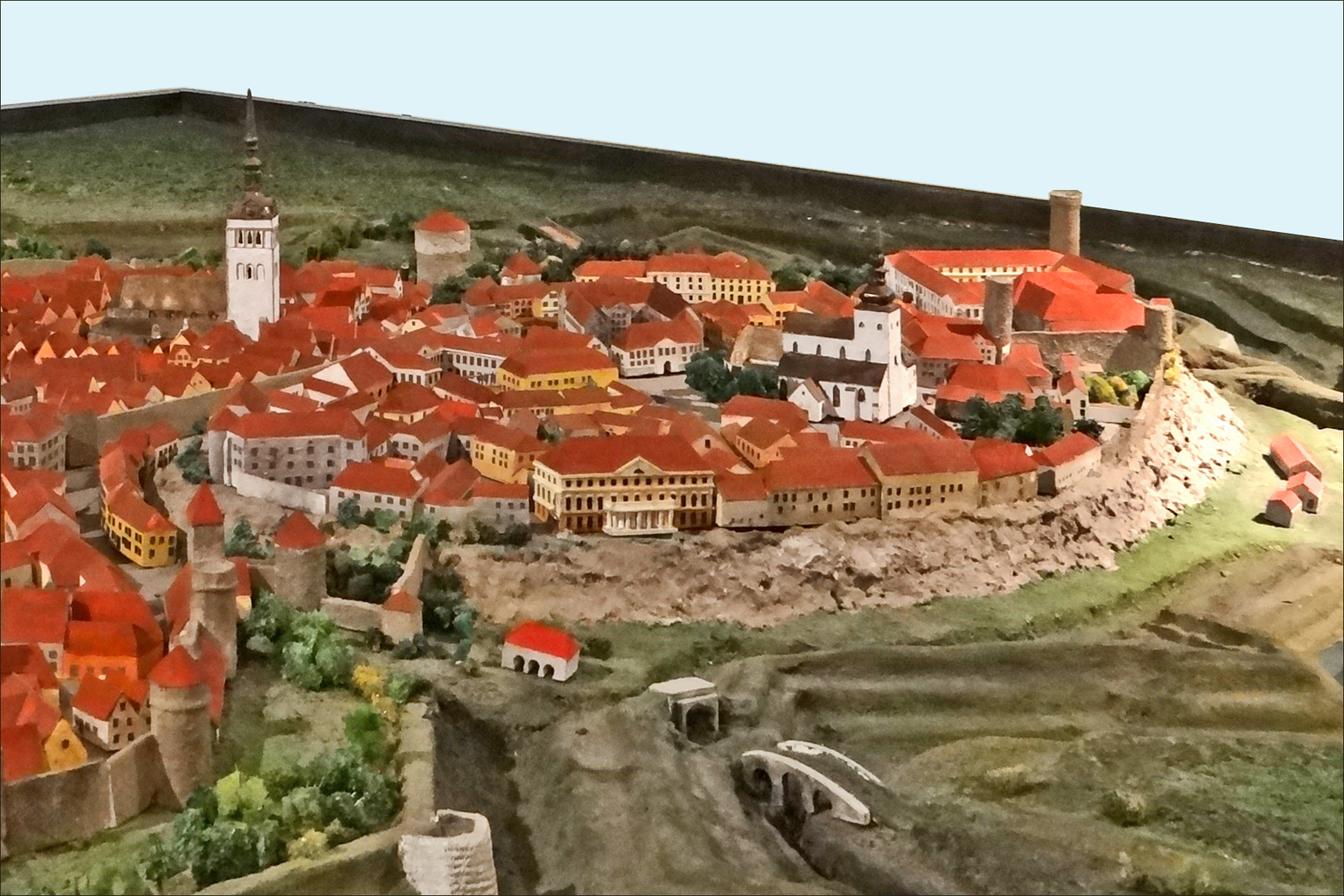
Макет Таллінна у 1825 році (вид з моря)

На початку ХІХ століття (станом на 1819 рік) Таллінн був поділений на 7 міських округів:
1. Тоомпеа (Тоомпеа І) разом з передмістям (Тоомпеа ІІ);
2. І частина Нижнього міста Таллінна (Місто Таллінн І);
3. ІІ частина Нижнього міста Таллінна (Місто Таллінн ІІ);
4. Таллінн-Алев І: Каламая, Коплі, Меріметса, район порту;
5. Таллінн-Алев ІІ: території навколо Нарвського шосе, Кадріорг, задня частина Ласнамяе;
6. Таллінн-Алев ІІІ: території навколо Нарвського шосе, передня частина Ласнамяе;
7. Таллінн-Алев IV: території навколо Нарвського шосе, Крістійне, Тонді, Нимме.

Окрім передмість, навколо міста також розташовувалося близько 40 літних садиб.
У 1820-х рр. в естонських містах (окрім Нарви) загалом працювали 354 майстри різних спеціальностей, під керівництвом яких працювали 221 підмайстер та 410 учнів. Майстри, підмайстри та учні належали до певних цехових організацій. Основна кількість ремісників знаходилася в Таллінні; лише у пекарів, м'ясників, шевців та кравців цехи були в Гаапсалу, Пайде та Раквере. Інші ремісники були членом талліннських цехів. У другій половині XVIII століття почали діяти і підприємства, не пов'язані з цехами.

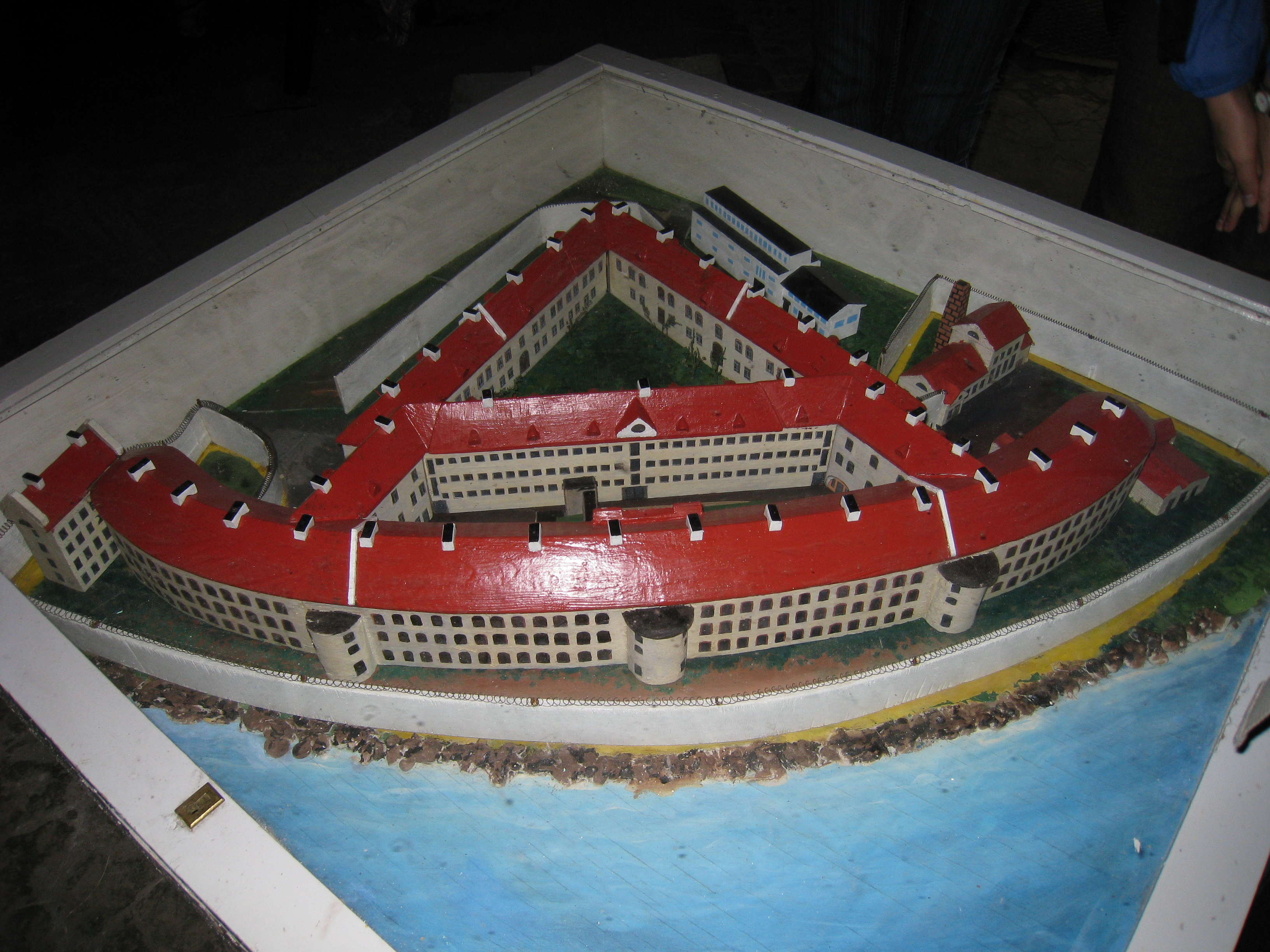
Батарейна в'язниця, споруджена у 1840 році. Макет зображує будівлю із наступними прибудовами

Розвиток міста та нових кварталів був обмежений виданим 14 квітня 1825 року будівельним указом військового губернатора Риги та генерал-губернатора Ліфляндії, Естляндії та Курляндії, маркіза Філіппо Паулуччі, який обмежив спорудження нових будівель на територіях Талліннської фортеці та передмість. Також територія навколо Талліннської фортеці була розділена на чотири передфортечні райони (Festungs-Distanzen). Для того, щоб убезпечити Таллінн як базу Балтійського флоту Російської імперії, за наказом імператора Миколи І на березі Талліннської затоки у 1829–1840 рр. було споруджено Захисну казарму.

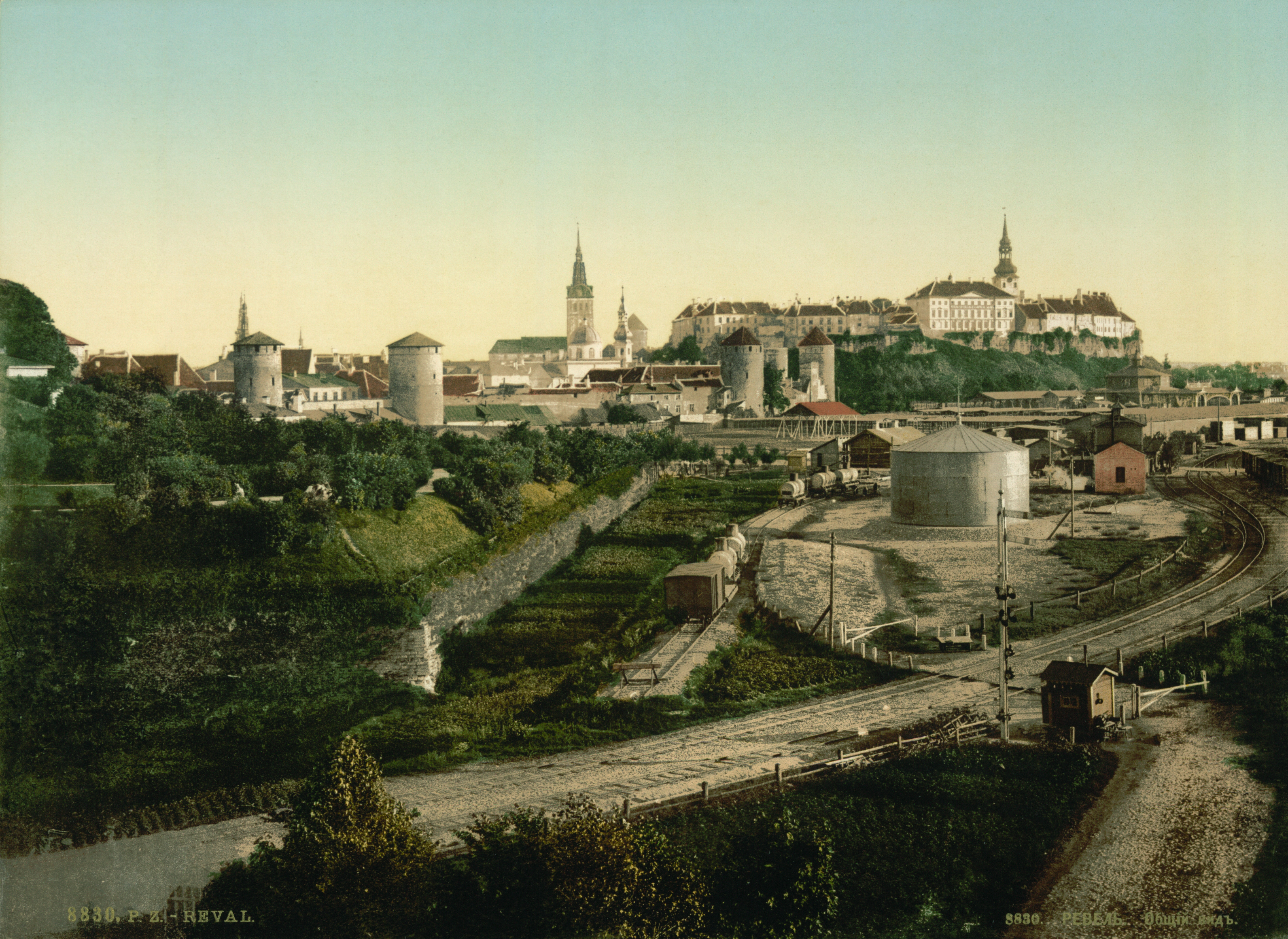
Панорама Таллінна наприкінці ХІХ століття

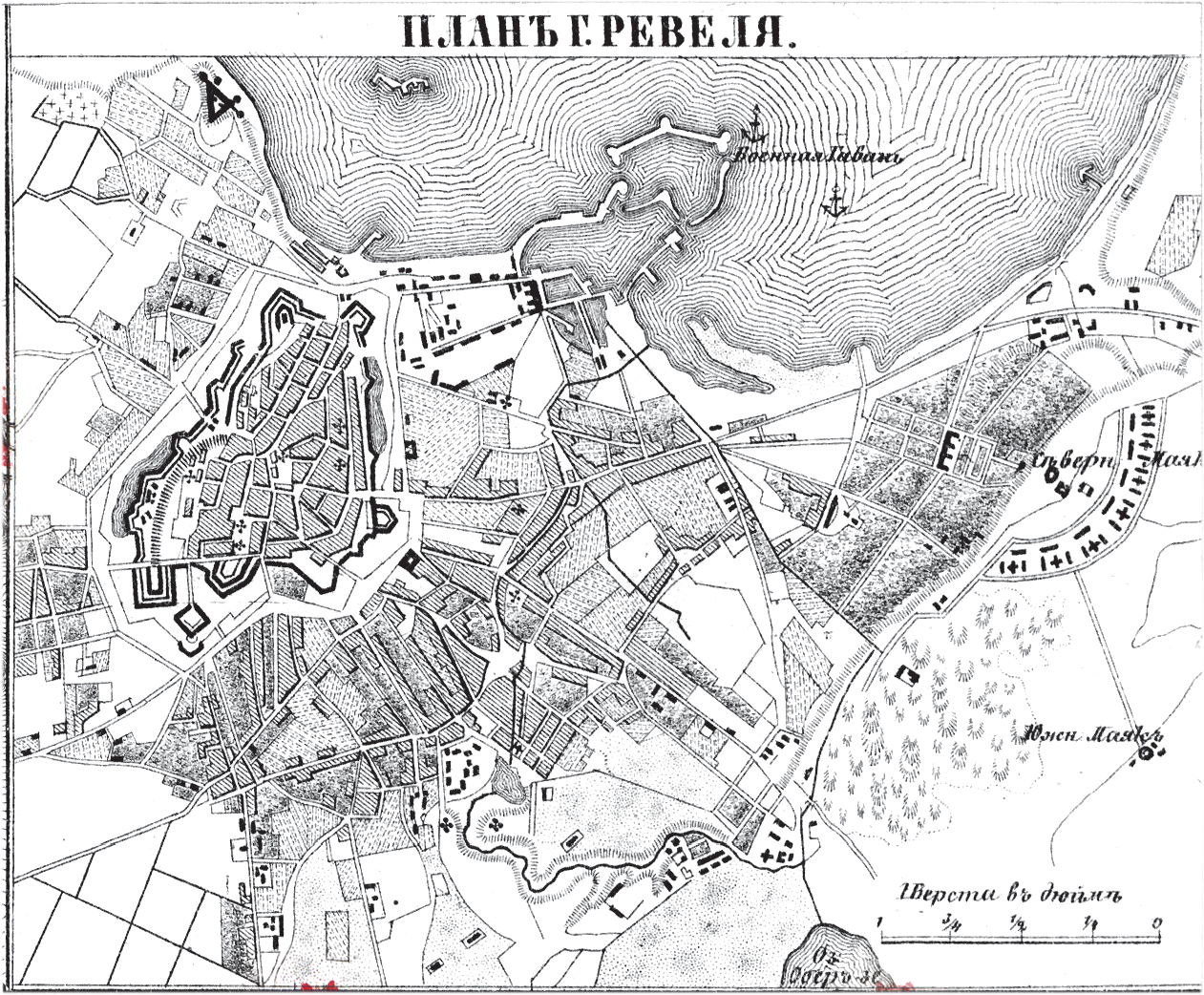
Міський план Таллінна у 1876 році

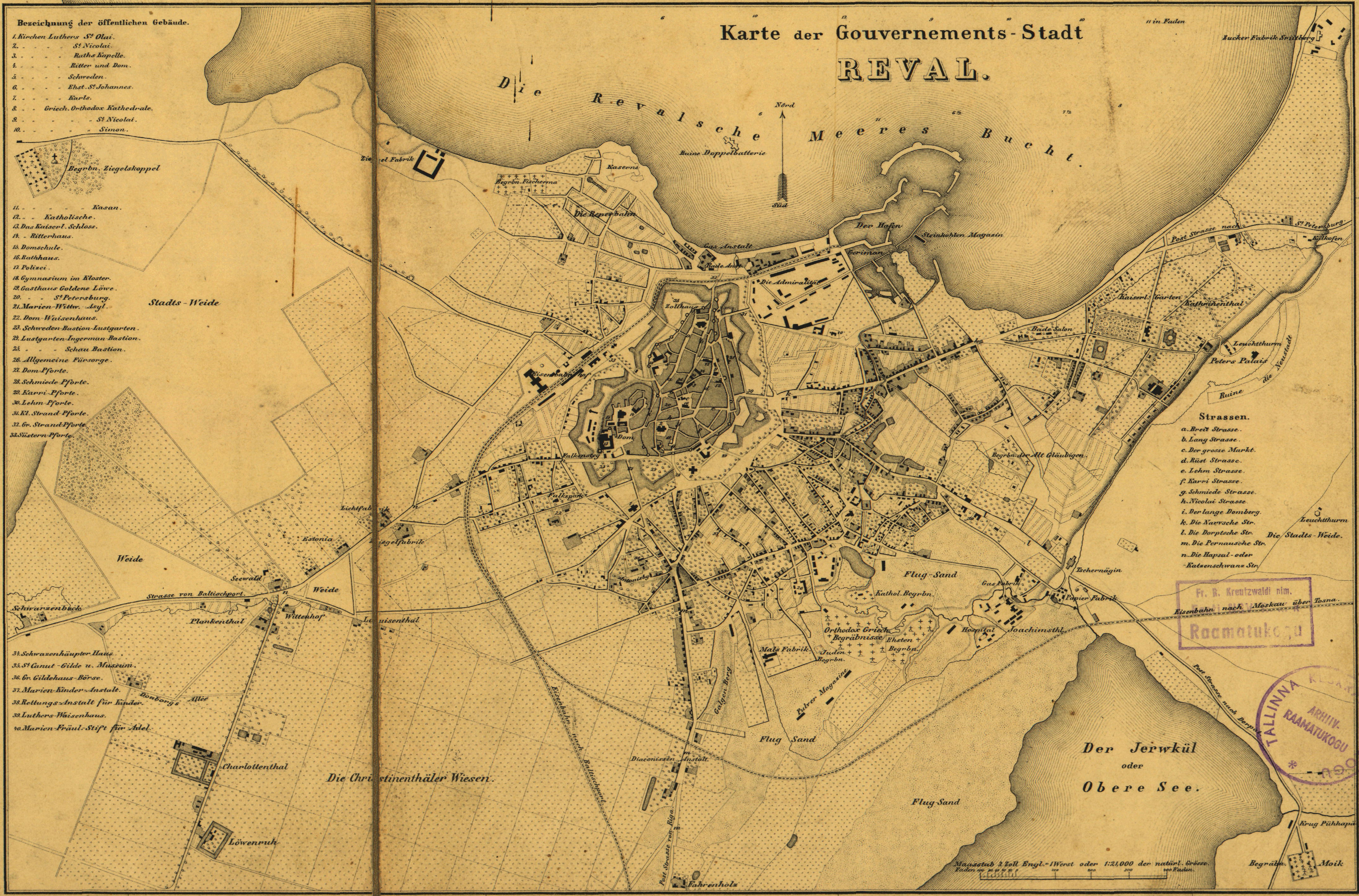
Міський план Таллінна у 1876 році

У 1857 році Таллінн було прибрано зі списку земляних фортець і земляні укріплення 11 січня 1858 року були передані у розпорядження цивільному губернатору Естляндії. Обмеження на будівництво також було знято; у бастіонній зоні було прокладено нові дороги і споруджено перші окремі будівлі. Першими великими спорудами у бастіонній зоні були Яанівська церква (1862—1867) та церква Каарлі (1862—1870). У 1860–1862 рр. за ініціативою бургомістра К. А. Майєра у бастіонах було розбито громадські парки в англійському стилі. У Російській імперії Таллінн і надалі залишався адміністративним центром Естляндської губернії. У 1878 році згідно із міським законом до Таллінна були приєднані до того незалежне замкове самоврядування Тоомпеа та передмістя Тоомпеа, а також селище Тоомпеа, яке включало в себе селища Кассісаба, Тинісмяе та Келмікюла.
Наприкінці ХІХ століття з розвитком промисловості кількість мешканців міста збільшилася, а також з'явилася низка нових житлових районів.

#### Навчальні заклади

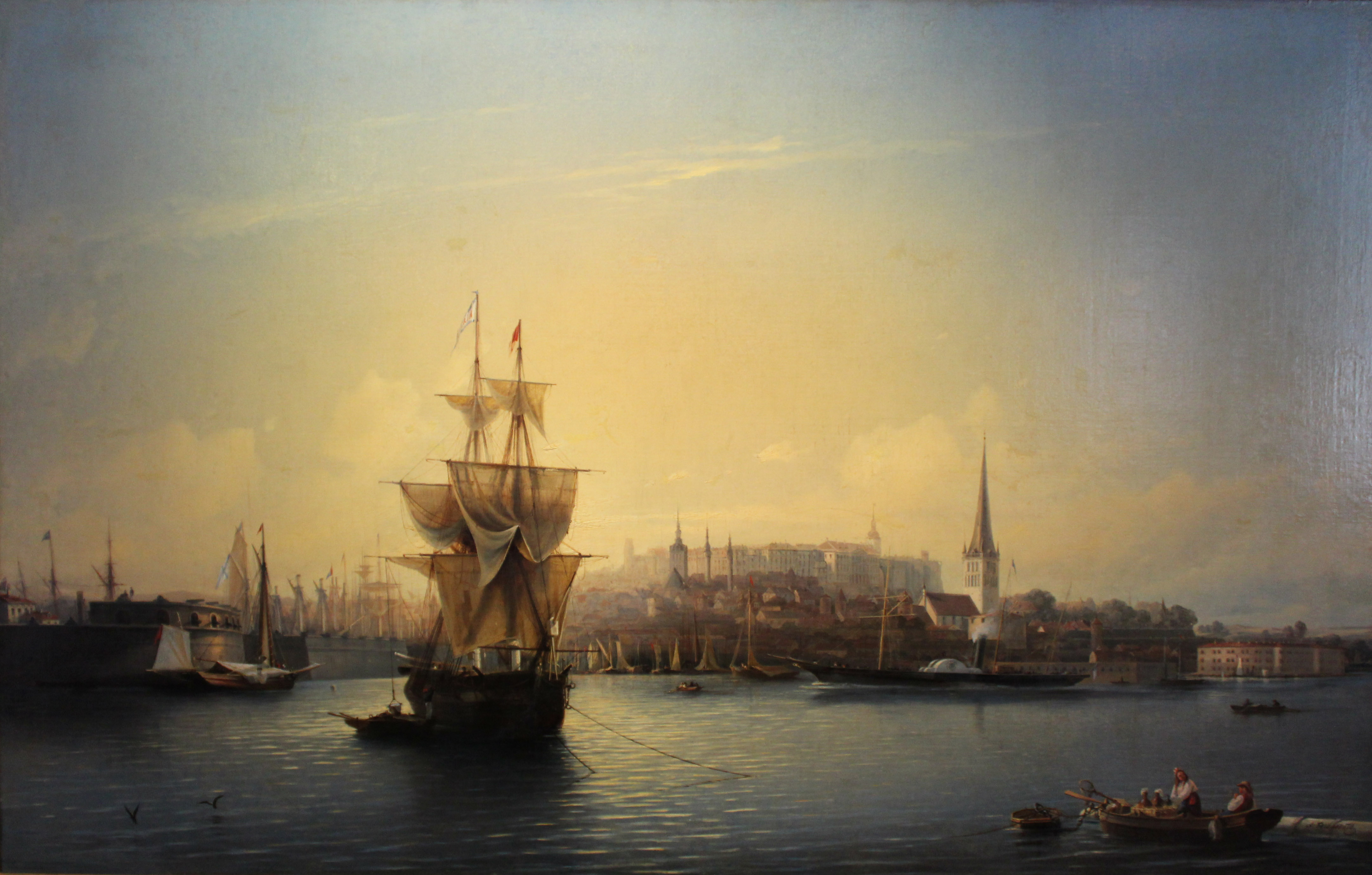
Олексій Боголюбов, «Порт Таллінна», 1853

У 1870 році у системі початкової освіти міст Естонії з'явився новий тип шкіл ― міська школа, завданням якої було надання початкової освіти дітям з усіх соціальних прошарків. Талліннська 3-класна міська школа була відкрита у 1873 році. Міські школи та міські училища, які надавали початкову освіту вищого ступеня, були призначені виключно для хлопчиків. Наряду з міськими школами для дівчат (Ревельська вища школа для дівчат, 1852—1915) у Таллінні діяли і три приватні школи такого ж ступеня. У 1873 році було відкрито 3-класову Ревельську Олександрівську гімназію, а у 1874 році ― Ревельську Жіночу Прогімназію, яка пізніше була перетворена на 7-класову і також надавала професійну освіту домашнього викладача; мовою навчання в обох закладах була російська. У 1881 році в Таллінні було відкрито Петрівську реальну школу, яка відповідала інтересам промислових та ділових кіл. Для професійної освіти було споруджено Реевльську залізничну технічну школу. У 1890 році Ревельська губернська гімназія була перейменована на Ревельську гімназію Миколи І, а навчальна робота у ній проводилася як російською, так і німецькою мовами.

#### Розвиток міської інфраструктури
У 1852 році Нарвське шосе було викладене бруківкою, а у наступні роки було вимощено сучасну Ратушну площу і вулиці Віру, Мюнді та Пікк. У передмісті Таллінна бруківкою було вимощено вулицю Роозікранці та Пярнуське шосе.
У 1864 році фірма Weir&Co спільно із міським урядом Таллінна та старійшинами міських гільдій заснували товариство Revaler Gesellschaft für Wasserleitung und Gasbeleuchtung (Ревельське товариство водопостачання і газового освітлення), яке планувало спорудження міського водогону, каналізації та газопостачання; у 1867 році було відкрито 20 громадських водогонів, а також у 1882 році ревельський міський інженер Карл Густав Якобі підготував проєкт зі спорудження каналізації Тоомпеа. У 1881 році німецький інженер Зальбах підготував проєкт реконструкції міського водогону: було побудовано водонасосну станцію на вулиці Масіна та водонапірну вежу Тинісмяе. У 1865 році за ініціативою члена Ревельського магістрату Ретте було відкрито міський газовий завод (викуплений містом у 1882 році) і у Старому місті, а також на Нарвському, Тартуському і Пярнуському шосе з'явилися перші вуличні ліхтарі. У 1887 році акційне товариство Curt Siegel A/S спорудило у місті телефонну мережу Siegel із центральною станцією на 50 номерів. Угода із товариством закінчилася у 1905 році і телефонна мережа відійшла у володіння держави.

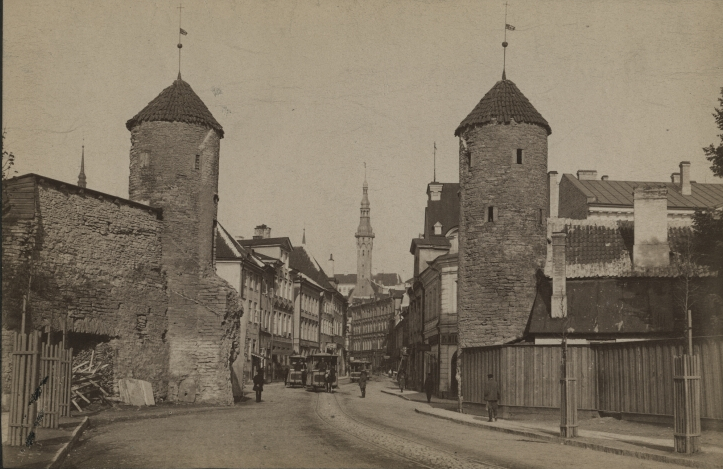
Віруські ворота у період прокладення кінної залізниці, 1888 рік

У 1862 році в Росії було прийнято закон про реорганізацію поліції у внутрішніх губерніях держави, який разом із усіма змінами в організації роботи всіх міських поліцейських управлінь, судів та відомств був введений в Остзейських губерніях і Таллінні лише у 1888 році. Також у результаті реформи місто замість попередніх 7 районів було поділено на 6 поліцейських ділянок.
Після виключення Таллінна з переліку укріплених міст Російської імперії у 1864 році було звільнено великі території для розширення передмість також і у колишній міській зоні земляних укріплень. На більшій частині колишньої зони бастіонів наразі розташовано парк, який відділяє старе місто Таллінна від новобудов. Швидка індустріалізація наприкінці ХІХ століття спричинила зростання міського населення та великий попит на житло в місті. Спорудження кам'яних будівель у передмістях було офіційно дозволено у 1902 році. Оскільки талліннські магнати, як правило, розміщували отриманий від торгівлі і промисловості капітал скоріше у Москві та Петербурзі, дозвіл на спорудження кам'яних будівель не одразу приніс із собою спорудження кам'яних будівель у югендстилі, як це було у Ризі або Гельсінкі.

#### Міське управління

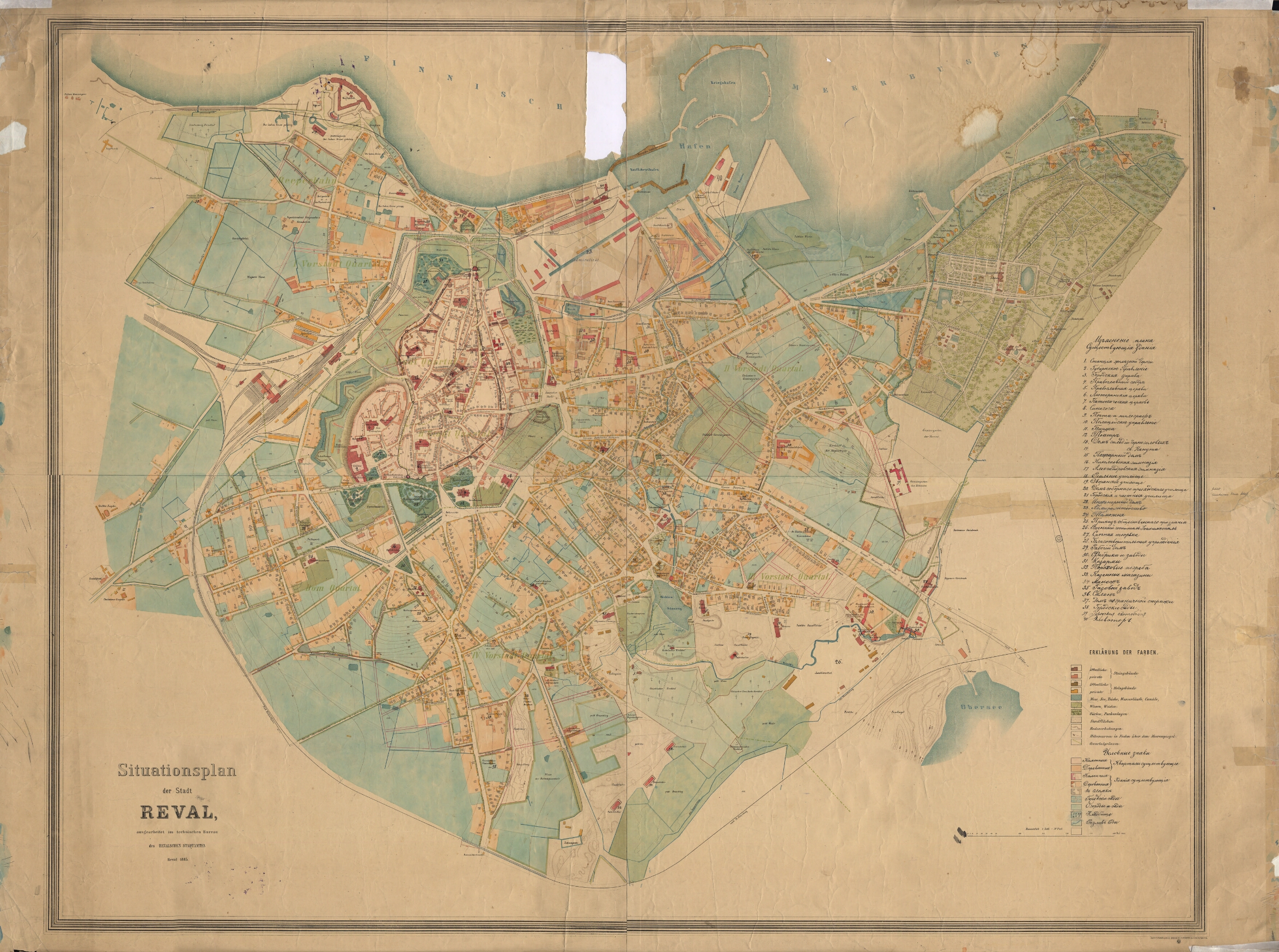
Карта міста у 1885 році

26 березня 1877 року в Таллінні набуло чинності загальне міське законодавство Російської імперії і замість талліннського Рату, утвореного на підставі любекського законодавства про міські права, як орган міського самоврядування було організовано думу (Міські збори Таллінна), яка обиралася на чотири роки і з членів якох обиралося чотири особи до міського уряду та голова міста. Першим головою Таллінна після скасування рату став Оскар Артур фон Різеманн. У 1904 році на виборах до міських зборів союз членів естонських та російських міських зборів переміг балтійських німців, які до того керували містом, і міським головою став росіянин Ераст Гіацинтов. У 1906 році міським головою став перший естонець — Вольдемар Лендер.
24 серпня 1888 року було відкрито Талліннську кінну залізницю ― «конку». Регулярний рух кінної залізниці по першій у місті лінії було відкрито за маршрутом Російська площа — Кадріорг — Нарвське шосе — вул. А. Вейценберга — вул. Я. Поска; 22 вересня 1888 року почався рух под другій лінії, а 28 березня було відкрито і третю трамвайну лінію Російська площа — Пярнуське шосе.

#### Розвиток економіки

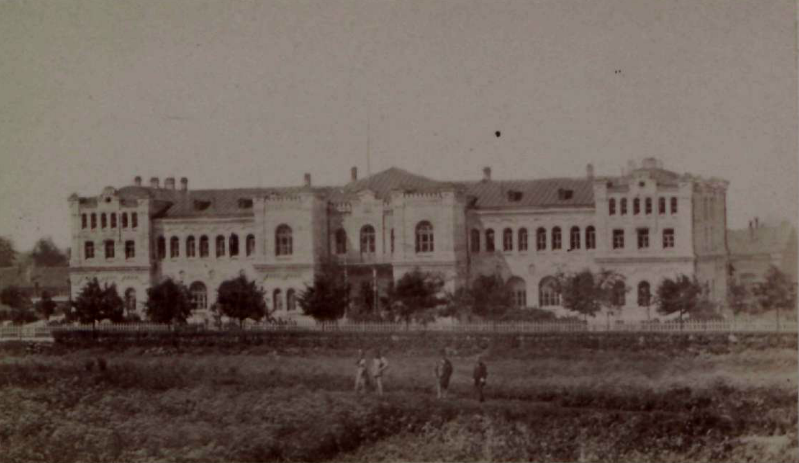
Оригінальна будівля Балтійського вокзалу

У ХІХ столітті в Таллінні було збудовано низку фабрик та машинобудівельних заводів. Також завдяки розвитку економіки в центрі Таллінна було збудовано кілька новобудов, зокрема, будівлю Талліннського англійського коледжу.
Розвитку промисловості та появі нових поселень великою мірою сприяв розвиток залізниці. У 1870-х роках було прокладено Балтійську залізницю, яка сполучила міста Палдіскі та Ревель через Нарву та Гатчину із Петербургом та внутрішніми губерніями Російської імперії. Спочатку Балтійський вокзал був не тупиковою, а прохідною станцією, звідки залізничні колії прямували до Талліннського порту. Багаторейкова ділянка станції фактично продовжувалася звідти набагато на північ, до самого Сконського бастіону. Також у місті було споруджено підприємство Raudteede peatehased («Головні залізничні заводи»), яке обслуговувало всю ходову частину залізниці.

## Таллінн у ХХ столітті

### Події 1905 року в Таллінні
На початку ХХ століття в Естонії та Таллінні пройшли демонстрації робітників. 12–24 січня 1905 року у місті відбулися страйки на знак солдірності із подіями 9 січня у Петербурзі ― Кривавої неділі. 12 січня почався страйк на вагонному заводі «Двігатєль», до якого долучилися робітники Талліннської целюлозною фабрики, фабрики Лютера та інших великих підприємств, після чого зупинилася і Балтійська бавовняна фабрика. У страйку взяло участь близько 12 000 осіб із Таллінна, Нарви і Тарту. У жовтні містом також прокотилася низка страйків. 29 жовтня (16 жовтня за старим стилем) 1905 року представники робітників прийшли до міських зборів та висунули свої вимоги, які передбачали фінансову підтримку безробітних, надання зброї для забезпечення громадського порядку та оприлюднення листування із губернатором. Водночас із цим на Новій площі пройшла демонстрація під офіційним дозволом, яка тривала довго, адже люди очікували відповіді міських зборів на висунуті вимоги. Наприкінці демонстрації загін із близько ста осіб, який чергував в окружному суді біля площі, оточив натовп та відкрив по ній вогонь, вбивши 94 особи та завдавши поранень більше ста особам.
Після того, як Микола ІІ випустив маніфест 17 жовтня, у жовтні-листопаді 1905 року в Естонії було засновано перші легальні партії. Наприкінці листопада також було обрано Ревельську Раду Депутатів Трудящих, очільником якої став Микола Янсон. 11 грудня 1905 року на заводі «Вольта» за вказівкою міських соціал-демократів та Александра Кескюла зібралися посли від волостей. На повістці зібрання була оцінка ситуації та новий план боротьби в умовах воєнного становища в місті та країні. Вночі 11 грудня ревельський комітет ВСДТП був затриманий майже у повному складі. Зборибули припинені військами, які заарештували 22 особи. Вже вночі 11 грудня та наступного дня бойові загони міських робітників вирушили у бік миз та стали ініціатороми їх розграбування та знищення.

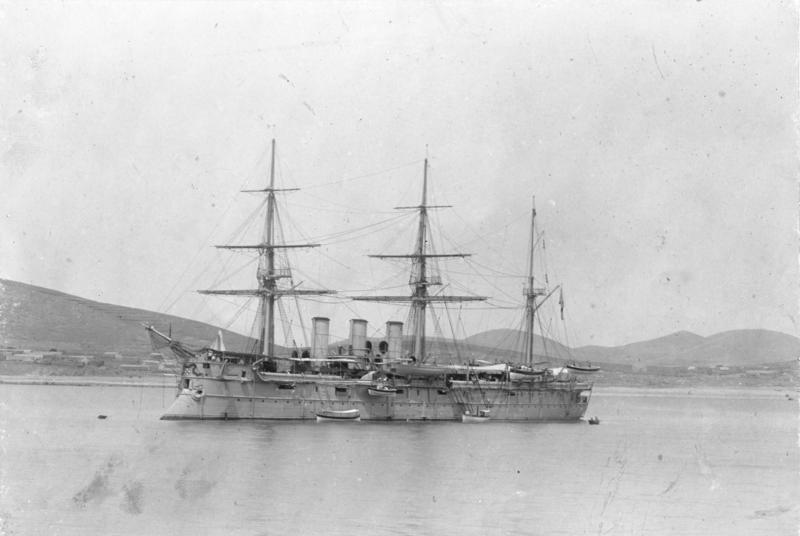
Корабель «Пам'ять Азова» у місті Ціндао

20 липня 1906 року на крейсері «Пам'ять Азова» навчальної артилерійської дивізії Ревельської ескадри, дислокованому поблизу міста, почалося спонтанне заворушення. Причиною повстання стало затримання агітатора-члена Ревельського ВСДТП, який проводив агітаційну роботу на військовому кораблі. Під час заворушення у ході намагання моряків звільнити агітатора, два офіцери корабля були вбиті, а інших було викинуто за борт, але ті дісталися берега. Проте через відсутність чіткого плану подальших дій та конкретних вимог повстання було придушене за допомогою молодших офіцерів, які лишилися на кораблі, та прибулих на корабель жандармів та військових. Все скінчилося тим, що 35 учасників повстання були ув'язнені та поміщені у військову в'язницю у вежі Товста Маргарита. Учасників повстання судили 4 серпня 1906 року на військовому суді, а 6 серпня 1906 року у Ревелі було страчено 17 моряків та одного агітатора. Окрім цього, 12 морякам було призначено примусові роботи, а 28 ― дисциплінарні стягнення.

### Розвиток економіки та інфраструктури
На початку ХХ століття Адміралтійство Російської імперії розробило план оновлення та модернізації російського військового флоту, для чого в Таллінні як на головній базі Балтійського флоту було споруджено нові судобудівні та -ремонтні заводи
Епоха інтенсивної урбанізації (кінець ХІХ — початок ХХ століття) призвела до будівництва заводів і фабрик та розвитку відповідної інфраструктури. У Таллінні будівельна діяльність здебільшого обмежувалася перебудуванням Старого міста, а також розширення зони громадських споруд навколо колишніх міських земляних укріплень. У 1901 році для руху було відкрито вузькоколійну залізницю Таллінн–Вільянді. У 1971—1973 рр. ця залізниця була замінена ширококолійною.

### Міський уряд

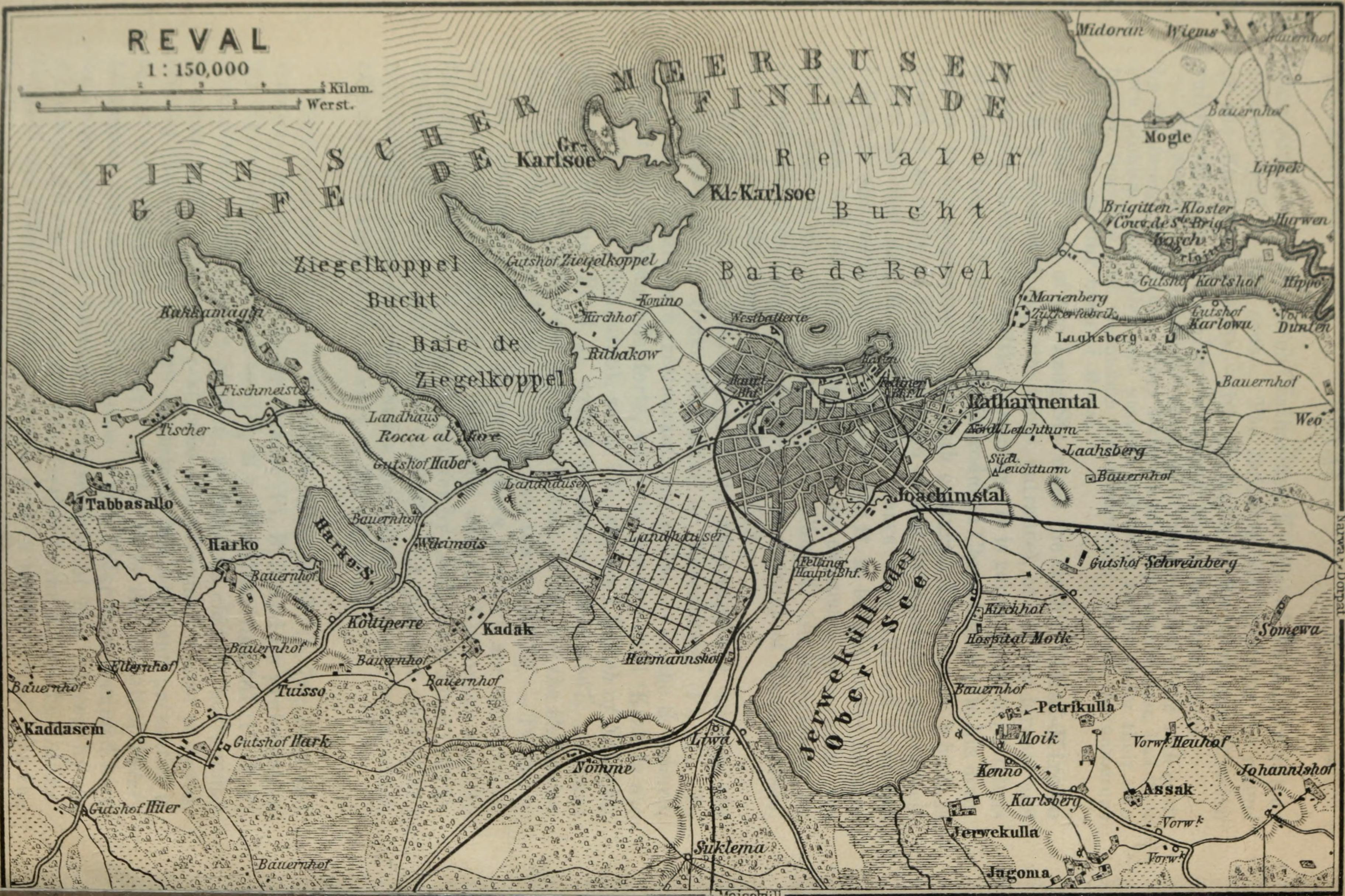
Карта Таллінна у 1914 році

На початку ХХ століття міське населення Естонії та зокрема Таллінна перетворилося із до того сословного на громадянське. В результаті політики русифікації, початої Російською імперією наприкінці ХІХ століття, колишній авторитет балтійсько-німецького дворянства ослабшав та, відповідно до міського законодавства імперії, права мешканців Таллінна отримали й естонські його громадяни.

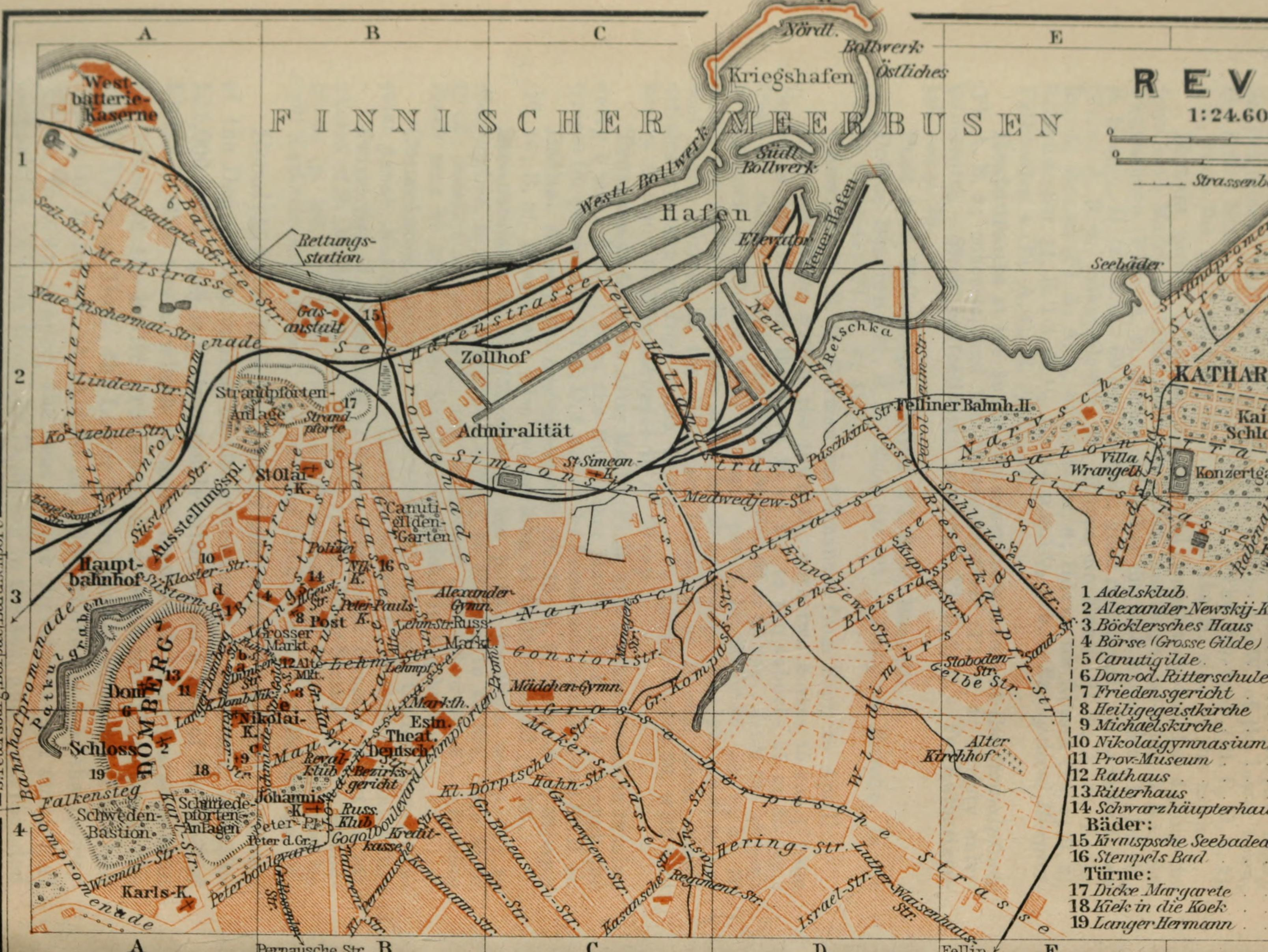
Карта Таллінна та міського порту у 1914 році

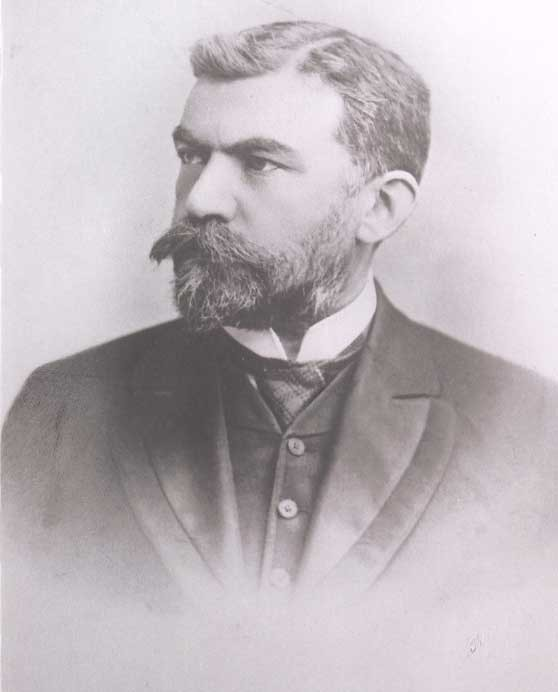
Вольдемар Лендер — перший мер Таллінна естонського походження (1906—1913)

На початку ХХ століття було складено генеральний план Таллінна — проєкт Великого Таллінна (1913) за авторством фінського архітектора Еліеля Саарінена, який розглядав Таллінн як стрімко зростаючий мегаполіс. У 1915 році в місті діяли 3 початкові і додаткові школи та 4 середні школи, а також низка закладів професійно-технічної освіти.

План оборони Фінської затоки від 1917 року

Поразка у російсько-японській війні (1904—1905), а особливо битва під Порт-Артуром, змусили Росію передивитися свої плани оборони держави. На Балтійському морі була помітною саме Німецька імперія, коли під проводом грос-адмірала Альфреда фон Тірпіца у ній активно розвивався флот. У 1907 році імператор Микола ІІ видав відповідний указ про початок розробки оборонного плану Фінської затоки. Із допомогою мінних загород, які перешкоджають вхід до Фінської затоки, та поясу орудь берегової оборони, які контролюють проходи через затоку, прагнули захистити столицю імперії, Петербург, від можливих атак ворожих флотів. Основна увага в обороні приділялася мінним полям Балтійського моря та Фінської затоки. Під час спорудження оборонного рубежу було збільшено кількість берегових батарей, які захищали мінні поля, та Балтійського флоту. Оперативна база флоту була перенесена з Лієпаї до заснованого у Таллінні Порту Петра Великого, а для захисту Петербурга на околицях Таллінна і Порккали, а також на островах між ними у Балтійському морі у 1912–1918 роках було побудовано морську фортецю Петра Великого.

## Перша світова війна
Після початку Першої світової війни топоніми німецького походження на території Російської імперії почали замінюватися на топоніми російського походження, наприклад, Петербург отримав був перейменований на Петроград. 7 жовтня 1914 року за рішенням губернатора Ізмаїла Коростовця на Міських зборах було ухвалено рішення змінити офіційну назву міста ― Ревель ― на Коливань, назву, яка згадується у російських літописах.
Бойові дії Першої світової війни до Таллінна не дійшли, проте початок війни завадив побудові нової міської ратуші. Нова ратуша мала постати поруч із театром «Естонія» та сучасною будівлею Банку Естонії, а її архитектором був фін Еліель Саарінен.

### Революції 1917 року

#### Лютнева революція
На початку 1917 року відбулися вибори до Міських зборів Таллінна, на яких вперше взяла участь естонська «партія безпартійних». Її метою було зламати владу старого естонсько-російського блоку. Перед оголошенням результатів виборів у Петрограді спалахнула Лютнева революція. 1 березня на суднобудівному заводі Беккера почалася хвиля страйків, до якої долучилися й робітники інших великих заводів та підприємств. До кінця дня роботу припинило близько 18 тисяч осіб; наступного ж дня через страйк на Нову площу вийшли 30 тисяч осіб. Робітники напали на в'язниці у Тоомпеа і вежі Товста Маргарита, розграбували контори Естляндського бюро губернської та поліцейської влади та спалили документи. Влітку 1917 року знову почав використовуватися девіз російської більшовицької партії часів Жовтневої революції «Вся влада Радам». Ходили чутки про те, що фабрики і заводи військового значення будуть евакуйовані до внутрішніх регіонів Росії, що у свою чергу змусило естонських робітників вимагати якнайшвидшого закінчення війни.

#### Двовладдя у Таллінні

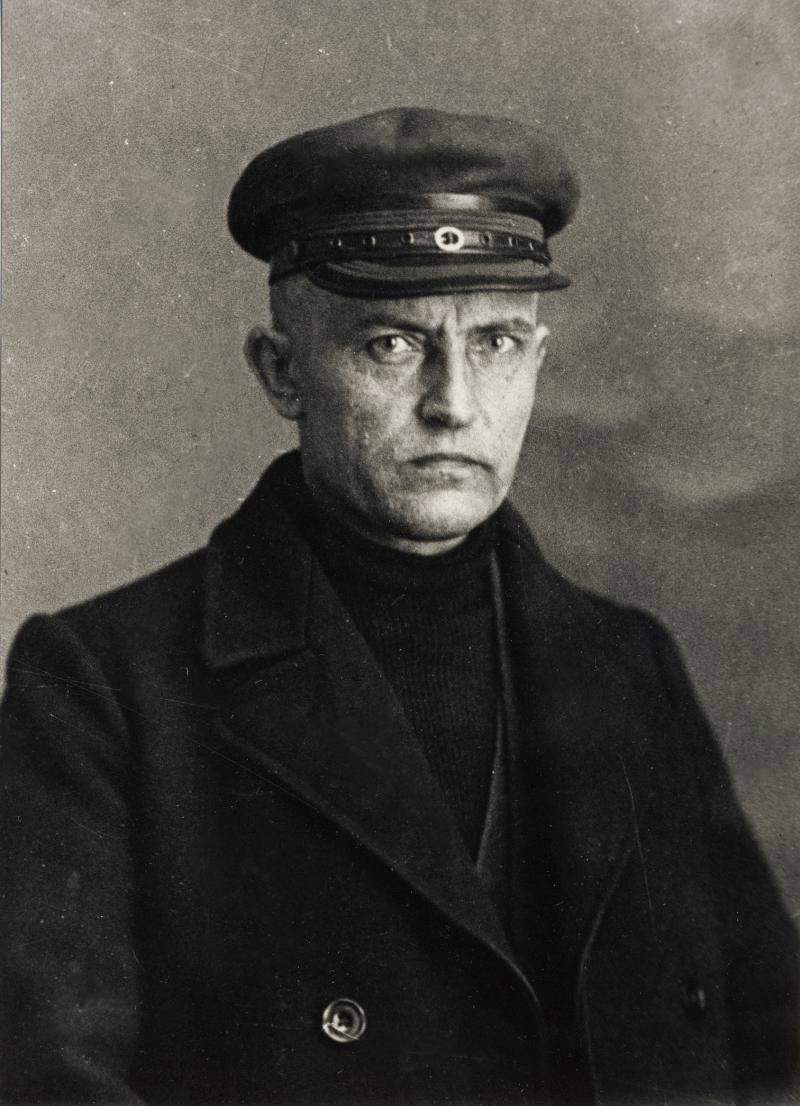
Голова Естляндського Радвиконкому Яан Анвельт

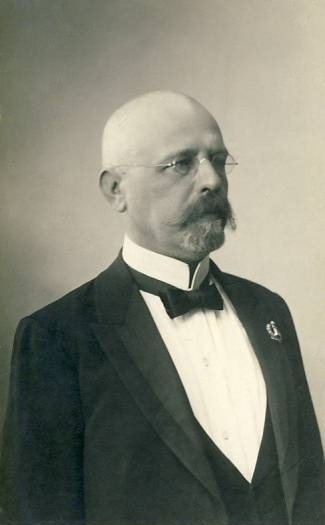
Мер Таллінна (1913—1917) та комісар Естляндської губернії (1917) Яан Поска

Після Лютневої революції Росія стала демократичною державою і виникла потреба у перегляді міського законодавства. Через це у 1917 році в Таллінні пройшли нові вибори. У них взяло участь 68 % громадян із правом голосу, і в результаті цих виборів більшовики отримали 31 мандатів, есери 22 мандати, естонський народний блок 18 мандатів, а меншовики 12 мандатів. Єврейська, польська та латисько-литовська партії отримали по одному мандату, а союз німецьких організацій — п'ять. Головою Міських зборів Таллінна був обраний більшовик Яан Анвельт. У міських зборах не було прийнято, хто має право призначати мера міста, замість цього члени міського правління мали самостійно обрати собі голову, яким став Вольдемар Веельманн. Восени 1917 року керівні більшовики оголосили готель «Kuld Lõvi» («Золотий лев») своєю «комуною». Наприкінці вересня в Кадріоргському палаці відбулись засідання революційних органів Талліннської ради депутатів трудящих і солдат, військового і робочого комітету та центрального бюро профспілок, які знову висунули на порядок денний лозунг «Вся влада радам» і пообіцяли здійснити це за підтримки солдат гарнізону. Коли німецькі війська зайняли острови Західної Естонії, революційний порядок знову впав. У місті запанував хаос: продуктів харчування не вистачало, багато магазинів були зачинені, а населення боялося контактів із німецькими солдатами.
У ніч на 24 лютого 1918 року більшовикам повідомили, що після перерваних мирних переговорів у Брест-Литовську Естонія здалася німецьким військам. Більша частина більшовиків, дізнавшись про це, по обіді 24 лютого втекла з міста, і протягом короткого вакууму влади між втечею більшовиків та прибуттям німецьких військ у будівлі банку неподалік театру «Естонія» утворився тимчасовий центр влади. Туди у прикрашених біло-синьо-чорними кольорами автомобілях приїхали троє членів Комітету порятунку Естонії, серед яких був і Костянтин Пятс. Вранці 25 лютого було проголошено декларацію незалежності Естонії. У місті Пярну у зв'язку з прибуттям німецьких військ Естонська Республіка була проголошена від імені Комітету порятунку Естонії вже 23 лютого.

### Німецька окупація

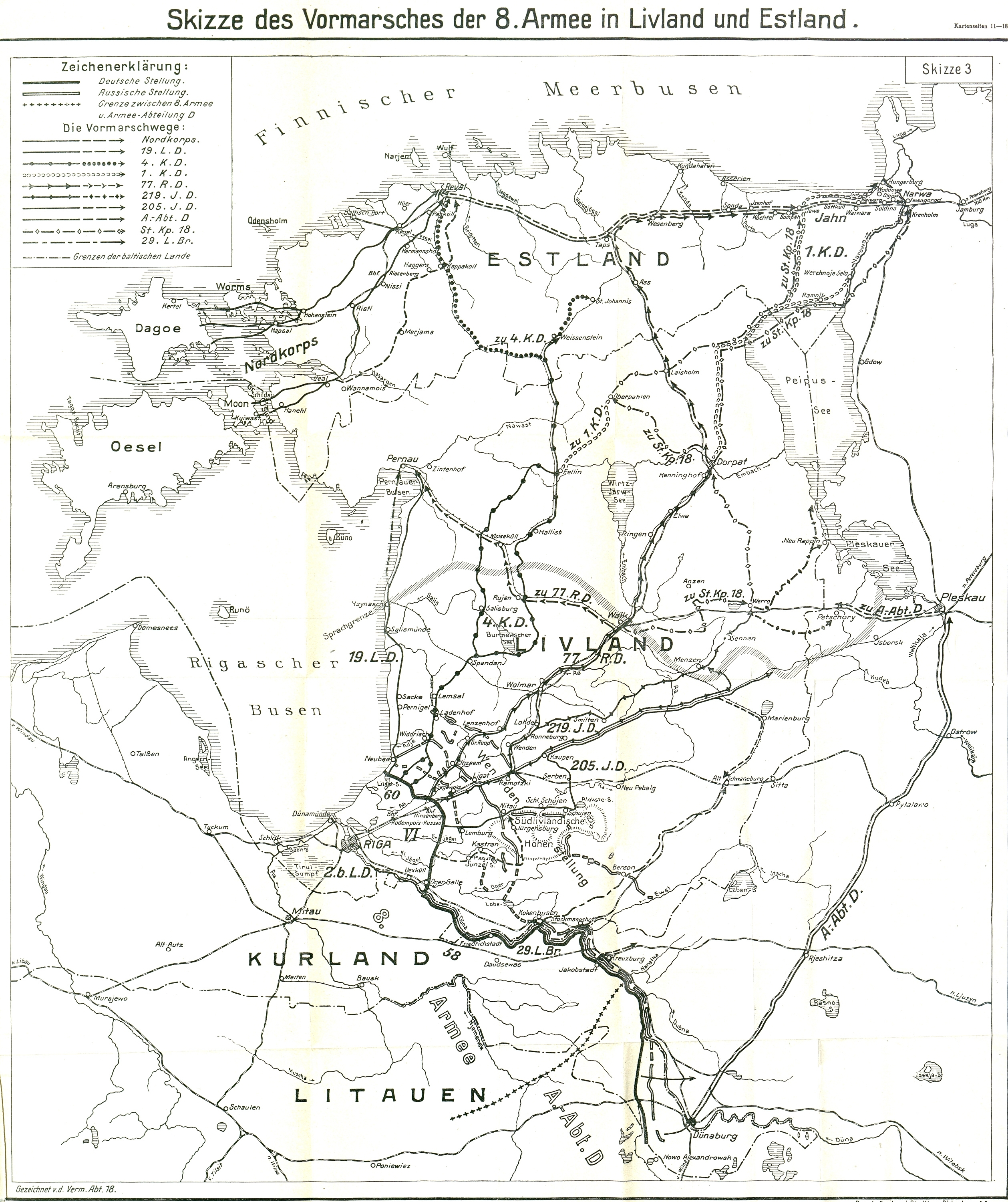
Окупація Естонії німецькими військами у 1918 році

25 лютого 1918 року 8-ма армія німецьких військ досягла Таллінна, а 4 березня прибула до Нарви. 20 березня 1918 року було видано наказ німецького генерала Адольфа фон Зекендорфа про ліквідацію естонських збройних сил. Німецька окупація тривала з лютого по листопад 1918 року. Законодавча, виконавча і судова влада у Лівонському та Естляндському герцогстві, окрім імперських Ризької та Сааремааської губерній, здійснювалася німецьким головнокомандуючим. 4 березня 1918 року німці забрали у Вольдемара Веельманна владу над містом. Того ж місяця німецька окупаційна влада призначила обербургомістром довгострокового члена Міських зборів, купця і судновласника, голови Талліннського біржового комітету Ергарда Дегіо. Другим бургомістром став адвокат Александр Різенкампфф, а його заступником ― підприємець і політик Гаррі Кох. Міське управління часів нової окупації діяло до листопада 1918 року.

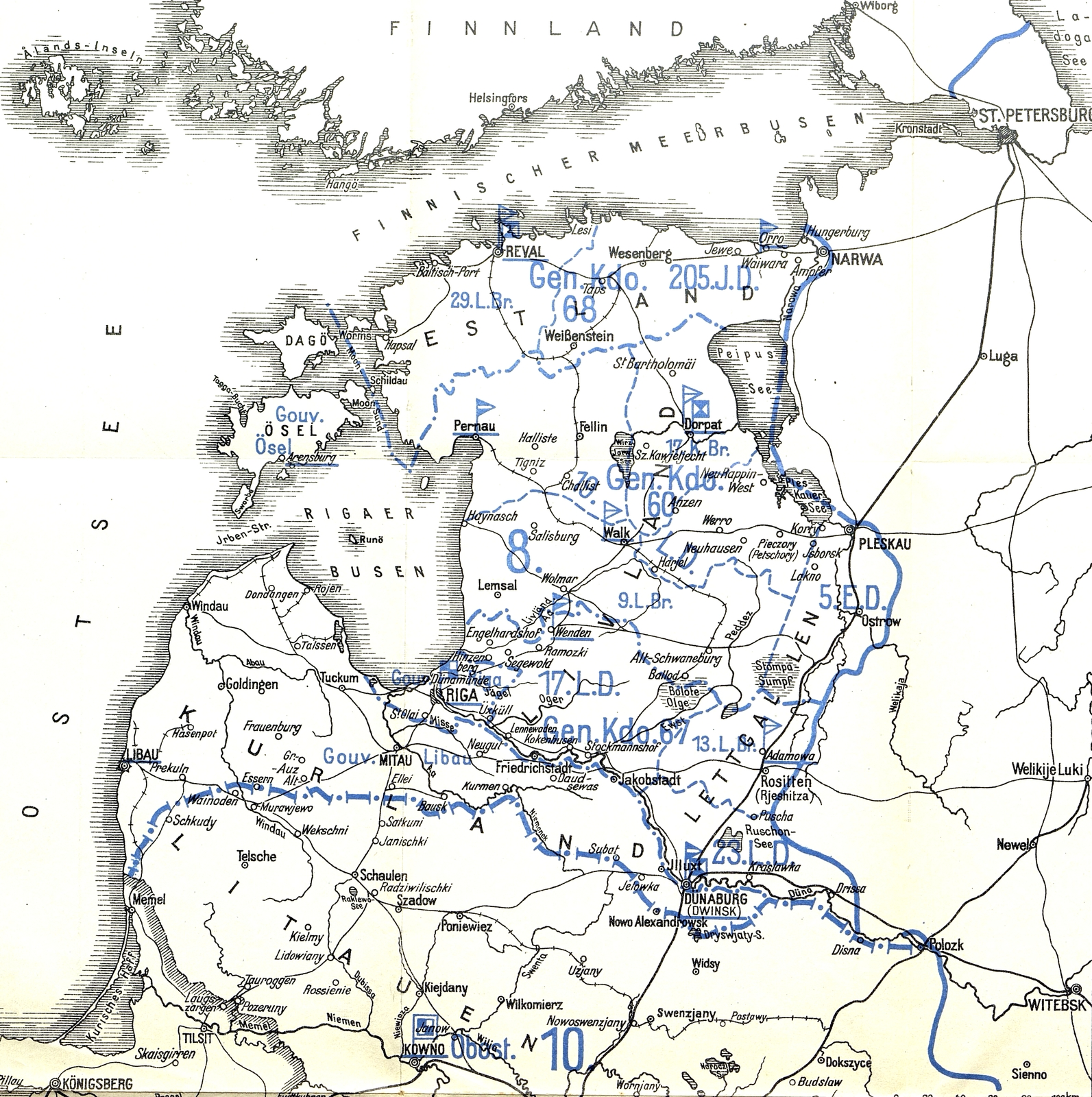
Німецькі окупаційні війська у країнах Балтії, 1918 рік

7 листопада естонці почали збиратися у Таллінні на демонстрації у зв'язку зі скороченням хлібних норм. Було зупинено низку великих підприємств. 8 листопада під керівництвом соціал-демократів Карла Аста, Александра Ойнаса, Отто Стернбека і Александра Тулпа було створено звернення із вимогою припинити вивіз продуктів харчування, вивести німецькі війська і передати владу обраним народом органам самоврядування. 9 листопада представники робітників зібралися і створили письмове звернення, яке містило не лише бажання покращити ситуацію із харчування, а й політичні вимоги. Зокрема, вимагався відхід німецьких військ, передача влади естонським установам (Земській раді та представничим зборам повітів, міст і волостей), відновлення громадянських прав, визволення політичних в'язнів, розпус Балтійської земської ради, введення 8-годинного робочого дня та заборону на вивіз продуктів харчування. Делегація робітників, яка складалася із 13 осіб, відвідала військового губернатора Естляндії Адольфа фон Зекендорфа і представила йому свої вимоги. Естонці висунули список вимог, який налічував сім пунктів: забезпечити свободу страйків та висловлення думок, у тому числі представлення політичних вимог; передати владу Естонській земській раді та уряду; заборонити втручання німецьких військ у справи Естонії і вивести їх якнайшвидше; не визнавати об'єднану Земську раду балтійських країн, яка представляє лише балтійську аристократію; звільнити всіх політв'язнів; знову скликати естонську армію; дати дозвіл на проведення народних зборів.
9 листопада події Листопадової революції в Німеччині також досягли Естонії і на німецьких військових кораблях були підняті червоні прапори. У Таллінні розташовувалася лише одна військово-морська рота ВМС Німеччини, легкий крейсер «Штральзунд» і мінний загороджувач «Наутілус». На зборах, які відбулися 10 листопада, було утворено Раду німецьких солдат Ревельського гарнізону, який діяв у замку Тоомпеа, і без підпису якого не діяв жоден наказ генерального командування. Того самого дня Зекендорф погодився зустрітися із колишнім губернським комісаром Яаном Поскою для вирішення ситуації.
11 листопада 1918 року в Таллінні почав діяти Тимчасовий уряд Естонії, на перше засідання якого зібрався уряд в особі Яана Поски, Фердинанда Петерсена, Яана Раамота та Юхана Кукка. 12 листопада 1918 року на Талліннській ратуші було піднято національний триколор і у залі ратуші зібралася обран влітку 1917 року міська рада, а 13 листопада Талліннська міська рада уповноважила Александра Палласа очолити міську адміністрацію в Таллінні, і того ж самого вечора на засіданні міської ради Таллінна було вибрано нове міське правління. 13 листопада уповноважені Тимчасового уряду Естонії Юрі Яаксон та Пеетер Пилд взяли на себе управління провінційним урядом Естонії, який діяв у Таллінні. 11–14 листопада 1918 року представники Німеччини у Ризі формально передали вищу політичну владу у країнах Балтії до рук національних урядів, але присутність німецьких військ ще деякий час продовжувалася.
У листопаді 1918 року під час відходу німецьких військ внаслідок Листопадової революції та послідувавшого за ним періоду робітничих страйків у Таллінні 9–12 листопада у місті була створена Талліннська рада робітничих депутатів, яка брала участь у зборах в театрі «Естонія» 15 грудня, на яких Ріхард Веннікас і Міхкель Коольмейстер відкрито висунули вимогу відходу британської ескадри, яка прибула для відраження атаки радянської Червоної армії, повалення Тимчасового уряду Естонії, встановлення радянської влади і визнання Комуни трудового народу Естонії в Нарві. 17 грудня 1918 року у Таллінні Талліннська ТСН влаштувала заворушення, які були придушені лояльними Тимчасовому уряду ополченцями та школярами. Того ж дня прорадянська ТСН, яка виступала проти естонської незалежності, була розпущена, а її діяльність заборонена.
19 листопада 1918 року комісар Німеччини у країнах Балтії Август Вінніг визнав Естонську Республіку de facto до мирних переговорів. 22 листопада 1918 року Червона армія здійснила першу спробу захопити Івангород і Нарву, але німецькі війська, які знаходилися у міста, відбили напад у битві під Кулгу і після того відступили.

## Таллінн як столиця Естонської Республіки
У війні за незалежність Естонії, яка розпочалася 28 листопада 1918 року, естонська армія до початку січня 1919 року відступила на 40 км від Таллінна, а згодом перейшла у контрнаступ. 12 грудня на рейд в Таллінні з Лієпаї прибув військовий флот Великої Британії під командуванням адмірала сера Едвіна Александра-Сінклера, який захищав місто від Балтійського флоту радянської Росії. 30 грудня до Таллінна також прибули фінські добровольці на чолі із Мартіном Екстремом. Таллінн як столиця держави був одним із тих округів, де воєнний стан діяв безперервно протягом усього часу незалежності (до 1930-го року згідно із військовим законодавством). 17 липня 1920 року мером міста був обраний Антон Уессон. На початку незалежності Естонії, у 1920-х роках, талліннські виборці здебільшого підтримували кандидатів від комуністів та їх численних організацій, обранню яких держава намагалася запобігти, арештовуючи їх або анулюючи списки кандидатів. 1 грудня 1924 року було здійснено спробу комуністичного державного перевороту, після чого повноваження депутатів-комуністів були скасовані. З 1 січня 1925 року Талліннський відділ Кайтселійту був відділений від Гар'юмааського відділу. У 1930 році було анульовано список Естонської робітничої партії. На виборах місцевого самоврядування у 1934 році у Таллінні та інших великих містах більше 40 % голосів набрав Народний рух бійців Війни за незалежність (у Таллінні 47 місць із 101 у міських зборах). Повноваження депутатів-вапсів Талліннської міської ради були припинені 19 березня 1934 року. 1 травня 1934 року мером містабув призначений незалежний від політичних партій генерал Яан Соотс. Згідно із міським законом 1938 року посада мера Таллінна була перейменована на верховного мера Таллінна, посада віце-мера — на мера, а кількість членів міських зборів зменшили зі 101 до 60. Склад Міських зборів, обраний 15 та 16 жовтня 1939 року, був першим, до якого входили лише естонці. У жовтні того ж року верховним мером міста став чинний мер Тарту, генерал Александр Тиніссон.
У другій половині 1930-х рр. Талліннська міська управа розробила нові принципи міського розвитку, адже вулиці міста очевидно мали неоднорідну і навіть хаотичну структуру через те, що поруч одне з одним було споруджено будівлі різної висоти. Для уникнення подібної проблеми у майбутньому і задання необхідного напрямку забудівельній діяльності міська управа розробила проєкти формування просторового впливу на головні вулиці, тим самим визначивши висоту будівель, які можуть бути споруджені.

## Друга світова війна

### Радянська окупація та червневе повстання
Під час окупації Естонії 1940 року та подальшій її анексії Таллінн як столиця мав особливе місце під час звхоплення влади над країною. 21 червня 1940 року у Таллінні на площі Свободи та перед палацом Кадріорг пройшла «демонстрація трудового народу» на підтримку встановлення радянської влади. З балкону посольства СРСР його працівники та естонські комуністи вітали колони демонстрантів.
У 1940 році до міста було приєднано селище Нимме.
Місто Таллінн знову набув для СРСР головного значення як головна база Балтійського флоту на Балтійському морі.

### Таллінн під час німецької окупації

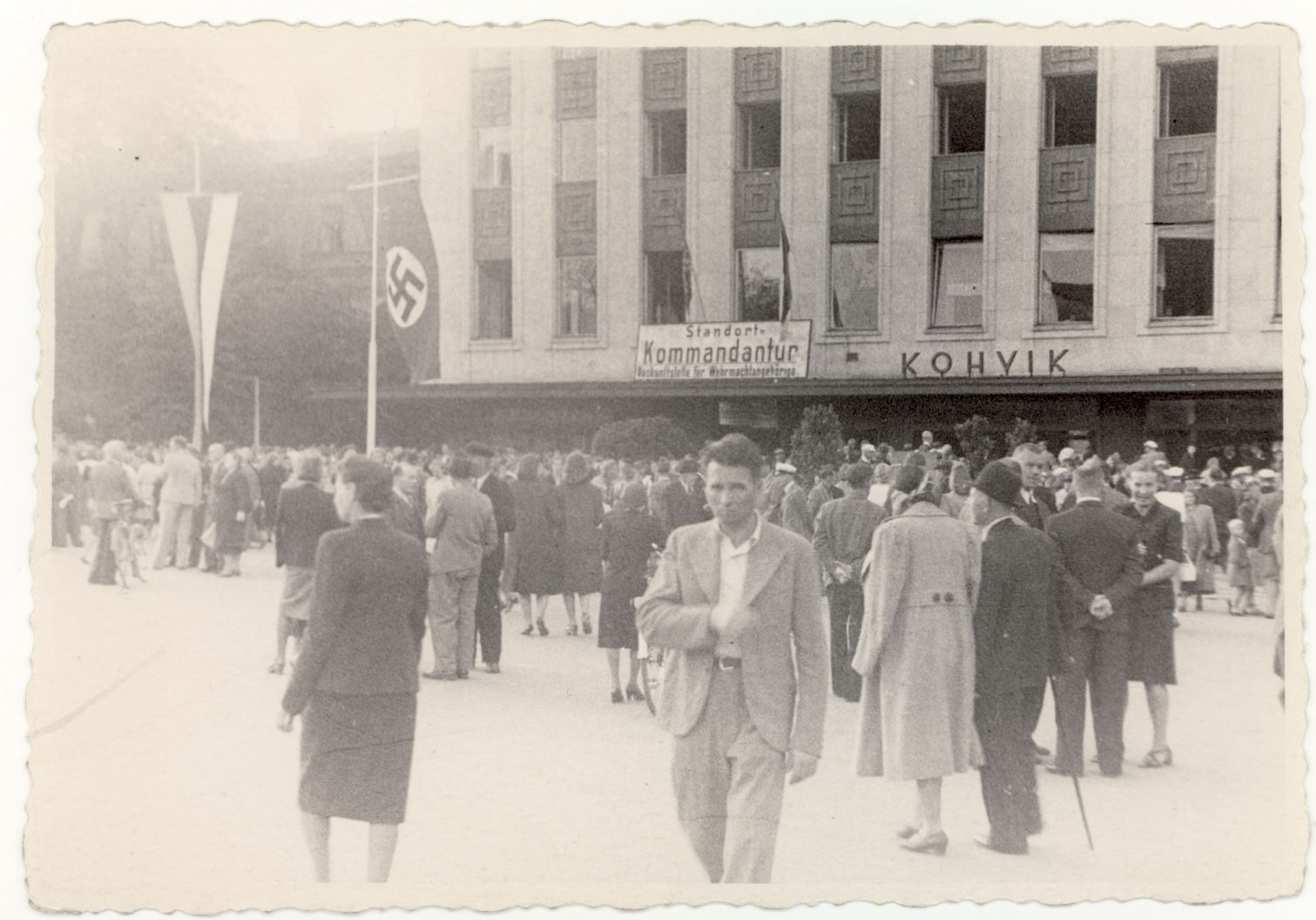
Вид на Площу свободи. Збори перед кафе «Культус» (1942—1944)

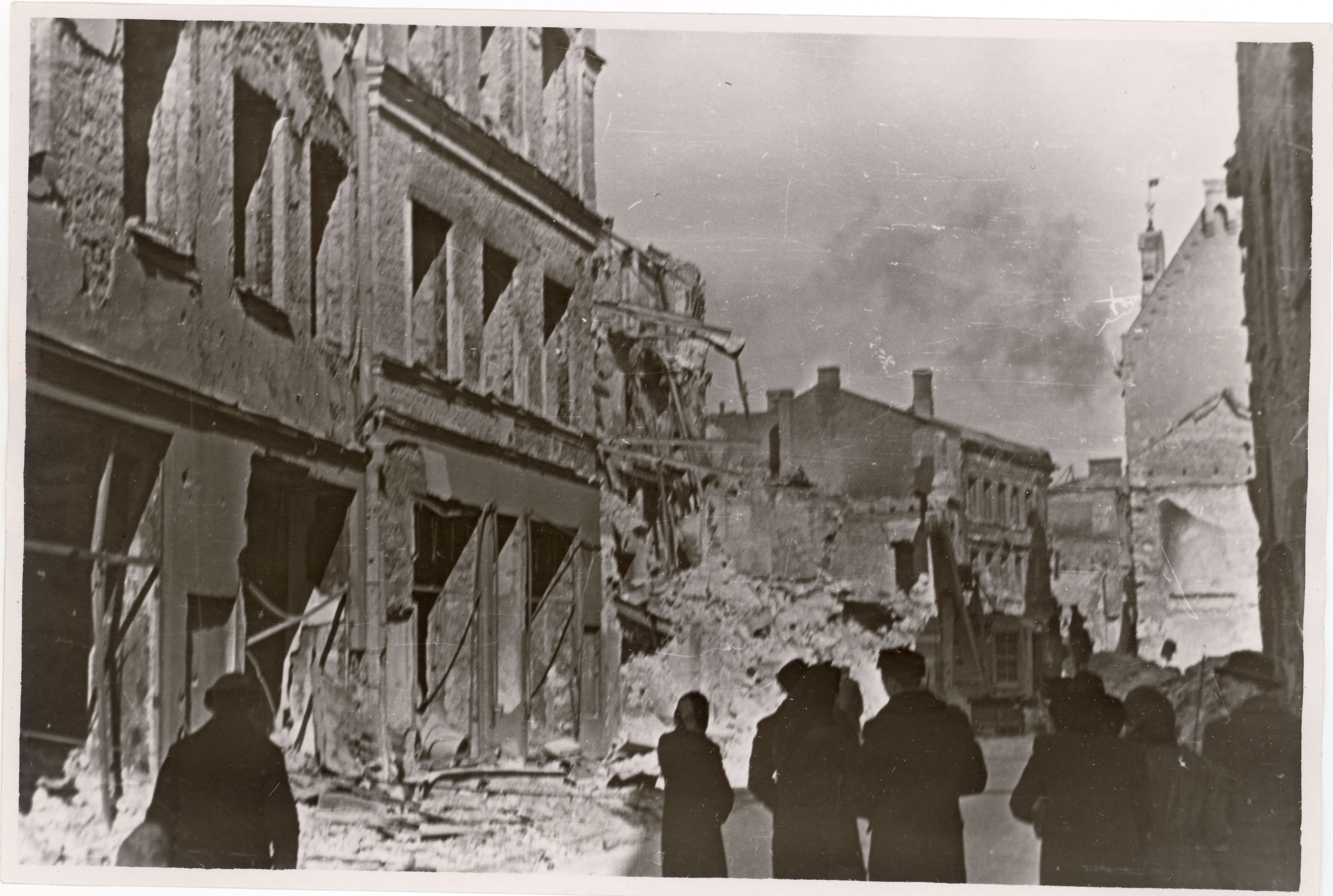
Вулиця Гар'ю в руїнах, 1944 рік

Німецькі війська увійшли на територію Естонії 7 липня 1941 року у рамках плану «Барбаросса». При підтримці добровольчих частин Естонської самооборони німці 28 серпня захопили Таллінн. У вересні німці сформували Естонське самоуправління (Eesti Omavalitsus), яке очолив пронімецький Гялмар Мяе. На чолі міської управи Таллінна до 1943 року окружним комісаром міста Таллінн та міським головою перебував оберштурмбанфюрер СА Вальтер Менцель. Пізніше його місце зайняв Карл Вальтер, оберфюрер СА балтійсько-німецького походження. Верховним мером з 1941 року був естонець Артур Террас, який під час літнього наступу німців був головою Північноестонської самооборони. До середини 1942 року німецькі органи безпеки затримали близько 18 900 осіб, 94 % яких були звинувачені у комуністичній діяльності. Протягом кількох років Таллінн залишився без місцевої єврейської меншини: за припущеннями істориків, наприкінці 1941 року було страчено більше 660 талліннських євреїв. 1 червня 1941 року у Таллінні проживало 187 712 особи. Після депортації, влаштованої радянською владою, та перших місяців німецької окупації населення Таллінна скоротилося до 140 917 осіб. 1 січня 1944 року у місті налічувався 133 281 мешканець.

### Окупація Таллінна у 1944 році
У ніч з 9 на 10 березня 1944 року відбувся авіаналіт, відомий як «березневе бомбардування» (ест. Märtsipommitamine), який спричинив значні руйнування у місті: зокрема було повністю зруйновано 1400 житлових будинків і ще більше 3000 зазнали пошкоджень, а без даху над головою лишилися 20 тисяч містян. У роки Другої світової війни Таллінн сильно постраждав, було зруйновано низку промислових та громадських споруд та було пошкоджено багато пам'яток старого міста Таллінна. Більше 52 % житлової площі було знищено або стало непридатним для проживання.
19 вересня у будівлі Земського банку Естонії по вулиці Сакала відбулося перше засідання уряду Отто Тіфа. Тіф зачитав декларацію, у якій оголошувалося про ліквідацію Національного комітету Естонської Республіки та набуття чинності новим урядом. Водночас із цим різно озброєні формування, що складалися з естонців, почали діяти в Таллінні та захопили владу у багатьох частинах міста, при цьому не дозволивши німцям підірвати стратегічні об'єкти. 20 вересня у другій половині дня естонська варта замку Тоомпеа зняла з вежі Довгий Герман прапор зі свастикою і вивісила синьо-чорно-білий прапор. Радянський авіаналіт, що трапився ввечері 21 вересня, став найсильнішим бомбовим ударом по Таллінну після бомбардування 9 березня. На той час уряд Естонської Республіки вже покинув Таллінн; Отто Тіф покинув місто разом з останніми членами парламенту рано вранці 22 вересня.
Передовий загін 354-го стрілкового полку 7-ї стрілецької дивізії 8-го Естонського стрілецького корпусу на чолі із командиром полку Васілієм Вирком 22 вересня прибув до Таллінна, який покинули німецькі війська. Вулиці міста були пустими. Лейтенант Йоханнес Лумісте та єфрейтор Ельмар Нагельман зняли синьо-чорно-білий прапор із вежі Довгий Герман і замінили його червоним прапором СРСР. Останні великі кораблі із біженцями покинули Таллінн 20 і 21 вересня, а деякі менші військові кораблі, які також перевозили біженців, вирушили з міста вранці 22 вересня.

## Таллінн за часів Естонської РСР

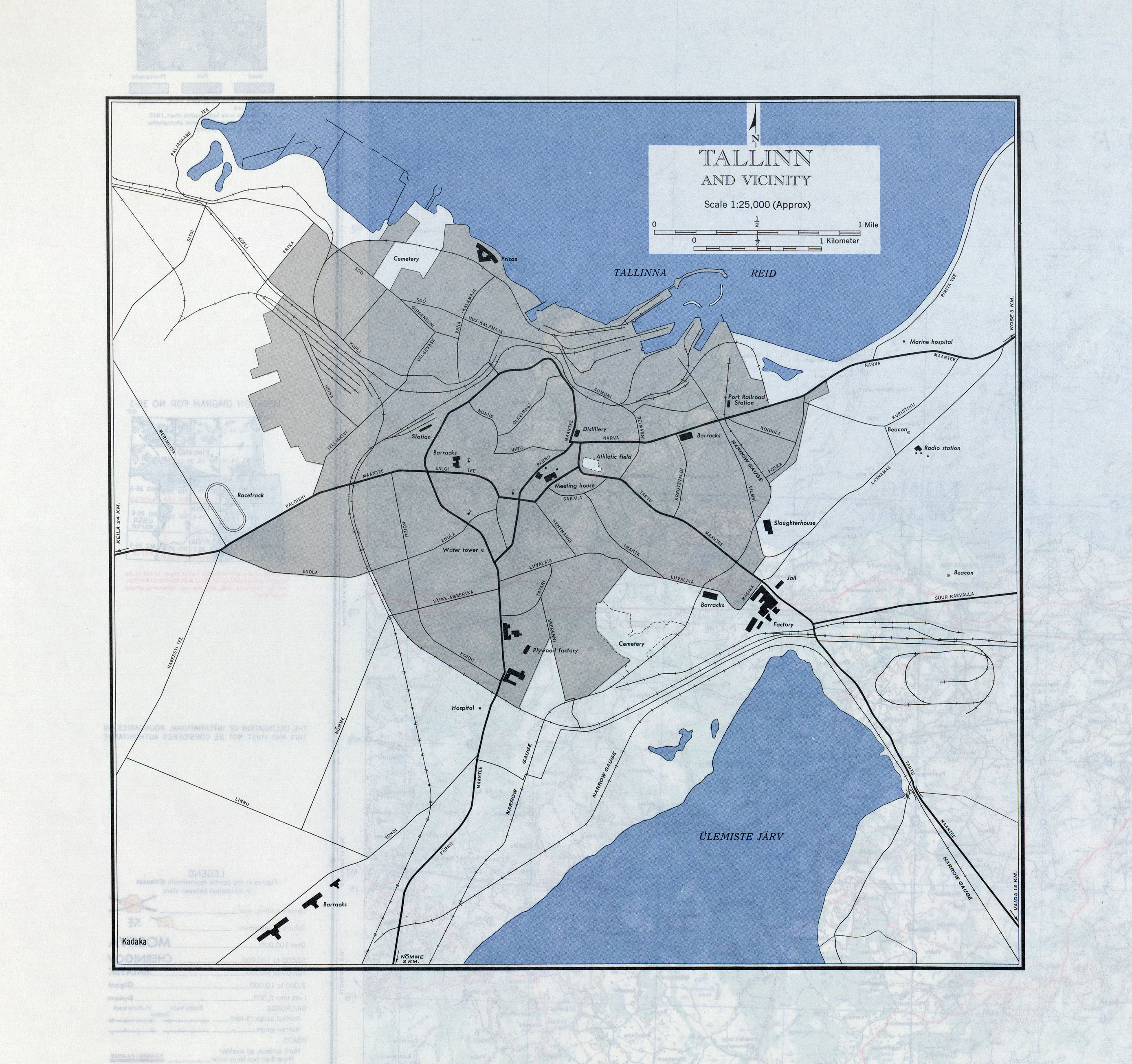
Таллінн та його околиці на карті американських військ, 1954 рік

З початку березня 1944 року Таллінн перебував у руїнах. Авіаналіт в ніч з 9 на 10 березня спричинив значні руйнування. 6 жовтня 1944 року керівництво Естонської РСР повідомило, що всі медичні установи столиці працюють знову; також у справному стані перебувають газова мережа і водопостачання, а також частково електромережа. У той же час було введено систему продуктових карток і пообіцяно, що невдовзі запрацюють і школи.
Після повернення Червоної армії КПЕ(б) знову взяла під контроль місто. Наприкінці 1944 року у Таллінні нараховувалося 1372 члени КПЕ(б); до кінця 1945 року їх кількість збільшилася вдвічі, а у 1951 році кількість членів партії становила вже більше 8000. Наприкінці 1960-х рр. у Таллінні нараховувалося більше 20 000 членів КПЕ(б), що становило близько 6 % від населення.

### Ріст та розвиток міста
У 1945 році до адміністративної території Таллінна було приєднано райони Піріта, Мерівялья, Косе та Іру. Навесні 1949 року в Естонії та зокрема в Таллінні пройшла нова масова депортація, у ході якої з країни було вивезено більше 20 тисяч осіб; мешканців Таллінна серед них було близько тисячі. Після депортації у березні 1950 року відбувся VIII пленум ЦК КПЕ(б), який завершив політичний переворот.
У 1950-х роках в Таллінні відбувалася забудова центру міста — району, який найбільше постраждав від війни. Будівельними роботами керував розробник генерального плану міста, у 1953 році було створено, а у 1956 році доповнено програму детального планування центру міста. Існуюча вулична мережа і принцип периметральної забудови кварталів здебільшого був збережений. Також процвітала індивідуальна забудова у районах Нимме, Мерівялья, Піріта, Ліллекюла і на території за залізничною станцією Таллінн-Вяйке. Першими промисловими районами стали Кадака, Ласнамяе і Тонді, але нові промислові райони з'явилися і у центрі міста.
Індустрійний спосіб будування допоміг зменшити нестачу житла, спричиненим швидким зростанням міста. Окрім природного приросту більше 2000 осіб в рік щороку до міста переїжджало близько 9000 осів, які отримали роботу завдяки розвитку промисловості, і для цих нових мешканців було необхідно знайти житлову площу. 31 липня 1956 року, після прийняття ЦК КПРС постанови «Про розвиток житлового будівництва в СРСР» почалася ера «хрущовок», а з початку 1960-х років типові проєкти стали широко використовуватися у житловій забудові.
Після війни до Таллінна приїхали люди і з інших республік Радянського Союзу. У 1934 році естонці становили 85,6 % від населення. На момент проведення першого повоєнного перепису населення у 1959 році їхня частка впала до 60,2 %. До 1989 року частка естонців становила менше 50 %.
У середині 1959 року було завершено проєкт детального планування житлового району Мустамяе; було заплановано 9 мікрорайонів. У серпні 1962 року почалося спорудження першого великопанельного будинку у мікрорайоні Мустамяе-І, а у 1964 році мікрорайон був повністю завершений, після чого почалося спорудження мікрорайонів Мустамяе-ІІ та Мустамяе-ІІІ. У 1962 році було збудовано гуртожиток Талліннського технічного університету і у травні було закладено камінь головної споруди університету, після чого був збудований весь комплекс його будівель. Спорудження житлового району було практично завершене у 1973 році.
У 1965 році було підготовлено новий генеральний план Таллінна, згідно із яким територіальний розвиток міста передбачався у напрямках схід-захід уздовж морського узбережжя та було збільшено щільність забудови передусім за рахунок висоти будівель. У ході реалізації цього плану було розширено існуючі промислові райони і створено низку нових. Окрім цього також було реконструйовано низку радіальних магістралей та споруджено кілька віадуків. У 1965–1975 роках реконструкція магістралей в Таллінні продовжилася, а також було побудовано низку офіційних споруд.
Більша частина району Вяйке-Ийсмяе була приєднана до Таллінна у 1968 році, район Ярвеотса був приєднаний у 1975 році. Будівництво житлового району Вяйке-Ийсмяе почалося у 1973 році, а детальне проєктування тривало з 1968 по 1977 рік. План забудови Ярвеотса був завершений у 1984 році.
У 1973 році були готові перші будівлі мікрорайону Ласнамяе-І. У 1978 році почалось спорудження житлових будинків, виготовлених домобудівельним комбінатом, згідно із плануванням мікрорайону Ласнамяе у селищі Пае. У 1979—1982 роках у селищі Лаагна було споруджено мікрорайони Ласнамяе-ІІ та Ласнамяе-ІІІ. У 1982—1984 роках було споруджено мікрорайон Ласнамяе-IV у селищі Мустаківі. У 1983—1985 роках було споруджено мікрорайон Ласнамяе-V, а у 1988—1989 роках мікрорайон V у селищі Селі. У 1986—1987 роках було споруджено мікрорайон Ласнамяе-VI у селищі Прійсле. У 1987—1988 роках було споруджено мікрорайон Ласнамяе-VII у селищі Куристіку. У 1989—1991 роках було споруджено мікрорайон Ласнамяе-VIII у селищі Катлері. Усього у районі Ласнамяе налічується 8 мікрорайонів.

### Громадський транспорт
На початку 1948 року у Таллінні було вирішено не споруджувати нових трамвайних маршрутів, а натомість замінити їх тролейбусами. Рух трамваїв мав припинитися через 15 років, але ще було збудовано трасу, яка сполучала Балтійський вокзал та центр міста. У липні 1965 року містом почали курсувати перші тролейбуси, які використовувалися для сполучення центру міста та житлових районів. Першим із них був Мустамяе, який мав вмістити десятки тисяч мешканців.

### Таллінн як олімпійське місто
У 1980 році у Таллінні проходили вітрильні змагання XXII Літніх Олімпійських ігор. Завдяки цій події у Таллінні було проведено низку нових розробок. Поблизу готелю «Віру» було збудовано новий головпоштамт та 26-поверховий отель «Олімпія», а також було споруджено Пірітське шосе із новим мостом через річку Піріта та оновлено забудову Нарвського шосе разом із прилеглими до морського узбережжя територіями; також було споруджено низку нових житлових та громадських будівель. До того ж районі Піріта з'явилась центральна телефонна станція, пляжна будівля та відкрита сцена, споруджена поруч із руїнами монастиря Піріти. Неподалік порту Таллінна було побудовано Ліннагалл із залою на майже 5000 глядачів і з льодовии катком на 3000 глядачів, збудованим у 1981 році. Частково через передолімпійські будівельні роботи у 1970-х роках почався притік людей із інших регіонів Радянського Союзу. До 1979 року частка естонців серед мешканців Таллінна становила лише 52 %.

### Таллінн під час Співочої революції
У 1985 році генеральним секретарем ЦК КПРС був обраний Михайло Горбачов. Це послужило початком внутрішньополітичної кризи, наслідком якої став розпад Радянського Союзу. Через деякий час пройшли перші публічні протести, у ході яких громадяни країни із міркувань про захист природи виступили проти запланованого центральною владою видобутку фосфориту на північному сході Естонії та проєкту розширення порту Мууга під Таллінном. Із цих народних та екологічних протестів, які почалися у 1987 році та були також спрямовані проти збільшеного притоку до країни не-естонців, пов'язаних із цими проєктами, серед іншого виріс рух зелених Естонії. 23 серпня 1987 року більше 2000 осіб протестували на схилі Тоомпеа проти пакту Молотова-Ріббентропа. На початку вересня четверо вчених-економіста: Сіім Каллас, Тійт Маде, Едгар Савісаар та Мікк Тітма, опублікували план Самодостатньої Естонії (ІМЕ), який виходив із ідей перебудови, але ставив собі за мету автономію країни. Уряд почав втрачати авторитет і 1988 рік став для естонців часом масового пробудження.
Із днів Старого міста Таллінна утворилися нічні пісенні свята. В останній день Старого міста, ввечері 14 червня, який також був річницею червневої депортації 1941 року, на Співочому полі Таллінна зібралося більше 100 000 осіб. Через кілька днів політик Гейнц Валк у культурній газеті «Sirp» назвав події Співочою революцією. Завдяки цьому рух за незалежність отримав своє ім'я та місію залишатися мирним. 23 червня Президіум Верховної Ради Естонської РСР визнав синій, чорний та білий національними кольорами Естонії. 11 вересня Народний фронт Естонії організував на Співочому полі Таллінна захід «Eestimaa Laul», у якому взяли участь від 250 000—300 000 осіб. Там вперше публічно вимагали відновити незалежність Естонії. 16 листопада Верховна рада Естонської РСР переважною більшістю голосів ухвалив декларацію про суверенітет, яка закріплювала верховенство законів Естонії над законами СРСР. Декларація не проголошувала вихід Естонії зі складу Радянського Союзу, але вимагала нової організації стосунків між державою та центром.
У серпні 1991 року у Москві необхідно було підписати новий союзний договір, але Естонія у ньому більше не брала участі. 3 березня в Естонії відбувся референдум, у якому взяли участь 83 % мешканці країни і 77 % з них, у тому числі й значна частина не-естонців, виступили за незалежність країни. З огляду на це було вирішено проголосити незалежність Естонії відновленою. Рішення про відновлення незалежності було прийнято парламентом 20 серпня 69 голосами без жодного голосу «проти». Першою західноєвропейською країною, яка визнала нову державу, була Ісландія. Через це площа перед будівлею Міністерства закордонних справ Естонії у Таллінні носить назву на честь Ісландії.